# Mamífers
Els mamífers (Mammalia) són una classe d'animals vertebrats que es caracteritzen per tenir pelatge, un cervell amb neocòrtex, una orella mitjana amb tres ossos i glàndules mamàries que secreten llet per alimentar les cries. Aquests caràcters els diferencien dels rèptils i els ocells, dels quals divergiren al Triàsic superior, fa entre 201 i 227 milions d'anys. Se n'han descrit unes 6.400 espècies vivents. Els ordres més diversos són els rosegadors, els ratpenats, els eulipotifles (eriçons, talps, musaranyes i afins), els primats (éssers humans i altres simis, mones i afins), els artiodàctils i els carnívors (gats, gossos, foques i afins).
Des del punt de vista de la cladística, que reflecteix la història evolutiva, els mamífers són els únics representants vivents del clade dels sinàpsids, que forma el grup dels amniotes juntament amb els sauròpsids (rèptils i ocells). Els primers avantpassats sinàpsids dels mamífers foren els pelicosaures esfenacodonts, un grup que incloïa animals com el dimetrodont. Aquest grup divergí del llinatge sauròpsid a la fi del període Carbonífer, fa uns 300 milions d'anys. El llinatge del grup troncal dels esfenacodonts es dividí en una multitud de grups diversos de sinàpsids que no eren mamífers (de vegades descrits incorrectament com a «rèptils mamiferoides») abans de desembocar en els teràpsids durant el Permià inferior. Els ordres de mamífers moderns sorgiren durant els períodes Paleogen i Neogen del Cenozoic, després de l'extinció dels dinosaures no aviaris, i han estat un dels grups dominants d'animals terrestres dels últims 66 milions d'anys.
El pla corporal fonamental és quadrúpede. La majoria dels mamífers es mouen per terra a quatre potes, però també n'hi ha que tenen extremitats adaptades a un estil de vida aquàtic, aeri, arborícola, subterrani o bípede. Els mamífers presenten una gran varietat de dimensions, que va des de l'eulipotifle extint Batodonoides vanhouteni (1,3 g) fins al rorqual blau (33 m i 181 t), possiblement l'animal més gros de tots els temps. La seva longevitat màxima va des dels 2 anys de les musaranyes fins als 211 de la balena de Groenlàndia. Excepte els monotremes, tots els mamífers donen a llum cries vives en lloc de pondre ous com altres animals. Els placentaris, que en són el grup més divers, desenvolupen una placenta que permet alimentar els fetus durant la gestació.
Gairebé tots són intel·ligents i alguns tenen un cervell gros, consciència i la capacitat d'utilitzar eines. Es comuniquen mitjançant el marcatge de territori, ultrasons, senyals d'alarma, el cant, l'ecolocalització i tota una sèrie d'altres vocalitzacions. Es poden organitzar en societats de fissió-fusió, harems i jerarquies o ser solitaris i territorials. La majoria dels mamífers són poligins, però n'hi ha que practiquen la monogàmia o la poliàndria.
La domesticació de nombrosos tipus de mamífers fou un factor clau en la revolució neolítica i obrí la porta a la substitució de la caça i recol·lecció per l'agricultura com a principal font d'aliment dels éssers humans. Això permeté que les societats humanes fessin la transició del nomadisme al sedentarisme i comencessin a col·laborar més entre si en un procés que acabaria portant al desenvolupament de les primeres civilitzacions. Els mamífers domesticats proporcionen aliments (carn i productes lactis), pell i cuir i es fan servir en l'agricultura i com a mitjà de transport. Els éssers humans cacen mamífers, els fan competir en curses i els empren com a organismes model en la recerca científica. Els mamífers han estat representats en l'art des del Paleolític i apareixen en la literatura, les pel·lícules, la mitologia i la religió. La caça furtiva i la destrucció d'hàbitats (en gran part a través de la desforestació) són la causa més important del declivi i l'extinció de moltes espècies de mamífers.

## Classificació
La classificació dels mamífers ha anat evolucionant des que Carl von Linné definí la classe per primera vegada. No n'hi ha cap sistema de classificació universalment acceptat. Entre els compendis recents hi ha el de McKenna i Bell (1997) i el de Wilson i Reeder (2005). La sistemàtica dels orígens i les relacions dels mamífers publicada per Simpson el 1945 fou emprada a totes les institucions educatives fins a la darreria del segle xx. Tanmateix, la informació disponible ha fet un gran salt quantitatiu i qualitatiu des de l'època de Simpson, incloent-hi el recalibratge del registre fòssil i grans avenços en la base teòrica de la sistemàtica, gràcies en part al desenvolupament de la cladística.
La gran majoria dels mamífers pertanyen al grup dels euteris. Els tres primers ordres per nombre d'espècies són els rosegadors (ratolins, rates, porcs espins, castors, capibares i afins), els ratpenats i els eulipotifles (musaranyes, talps, almiquins, eriçons i gimnurs). Seguidament venen els primats (simis, micos i lèmurs), els artiodàctils (cetacis i ungulats amb un nombre parell de dits) i els carnívors (cànids, fèlids, mustèlids, ossos, pinnípedes i afins). El 2018 se n'havien descrit unes 6.400 espècies vivents.

### Definicions
La paraula mamífer és una combinació de mami, forma prefixada del mot mama, i el sufix -fer, que significa ‘portador’. La seva primera aparició en la llengua catalana es remunta al 1864, en el Diccionari de la llengua catalana ab la correspondencia castellana y llatina.

### Ordres
Els mamífers vivents se subdivideixen en una trentena d'ordres repartits entre tres infraclasses. Els euteris inclouen quatre superordres i els metateris n'inclouen dos.
- Subclasse Prototheria
  - Ordre Monotremata
- Subclasse Metatheria
  - Superordre Ameridelphia
    - Ordre Didelphimorphia
    - Ordre Paucituberculata

  - Superordre Australidelphia
    - Ordre Microbiotheria
    - Ordre Notoryctemorphia
    - Ordre Dasyuromorphia
    - Ordre Peramelemorphia
    - Ordre Diprotodontia
- Subclasse Eutheria
  - Superordre Afrotheria
    - Ordre Afrosoricida
    - Ordre Macroscelidea
    - Ordre Tubulidentata
    - Ordre Hyracoidea
    - Ordre Proboscidea
    - Ordre Sirenia

  - Superordre Xenarthra
    - Ordre Cingulata
    - Ordre Pilosa

  - Superordre Euarchontoglires
    - Ordre Scandentia
    - Ordre Dermoptera
    - Ordre Primates
    - Ordre Rodentia
    - Ordre Lagomorpha

  - Superordre Laurasiatheria
    - Ordre Artiodactyla
    - Ordre Eulipotyphla
    - Ordre Chiroptera
    - Ordre Pholidota
    - Ordre Carnivora
    - Ordre Perissodactyla

Notes:
- Ameridelphia és probablement un grup parafilètic.[5]
- Els ungulats ja no són considerats com un clade, sinó com un grup d'animals similars però no relacionats entre ells.
- Els afrosorícids eren antigament classificats com a insectívors, però ara se sap que només són un exemple d'evolució convergent.
- En algunes sistemàtiques, els ratpenats són relacionats amb els primats, però ara se'ls considera exemples d'evolució convergent amb els dermòpters.
- Els ordres de les musaranyes elefant, porcs formiguers i pangolins foren discutits durant molt de temps, però la investigació genètica les ha confirmat.

#### Ordres extints
La classificació sistemàtica dels mamífers es basa en part en anàlisis moleculars genètiques. Com que això no és possible amb els grups extints, aquests costen d'encaixar dins la sistemàtica. Sistemes com el de McKenna i Bell, que inclouen tant els ordres vivents com els extints, es contradiuen en part amb la sistemàtica presentada aquí. Aquesta és la llista d'ordres extints de marsupials i d'euteris.
Ordres extints de metateris:
- Polydolopimorphia
- Sparassodonta

Ordres extints d'euteris:
- Apatotheria (de vegades classificats com un subordre de Cimolesta[6])
- Asioryctitheria
- Astrapotheria
- Cimolesta
- Condylarthra
- Creodonta
- Deltatheroida
- Desmostylia
- Didymoconida
- Dinocerata
- Embrithopoda
- Hyaenodonta
- Leptictida
- Litopterna
- Mesonychia
- Notoungulata
- Palaeanodonta
- Plesiadapiformes
- Ptolemaiida
- Pyrotheria
- Xenungulata

Els ordres més antics de mamífers, que no pertanyen ni als placentaris ni als marsupials, es resumeixen aquí.

## Morfologia

### Pèl

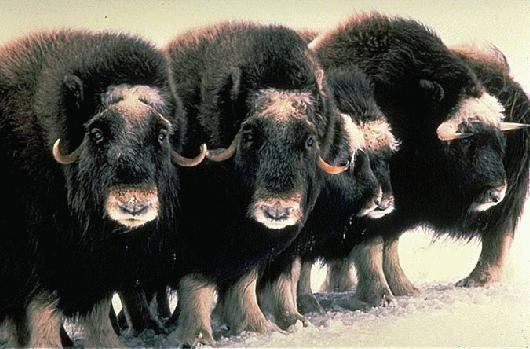
El pelatge, com el d'aquests bous mesquers, és un caràcter exclusiu dels mamífers.

El pèl és un dels principals caràcters dels mamífers. Encara que algunes espècies (com ara els cetacis) no en tenen, evolucionaren d'avantpassats peluts i presenten creixement capil·lar com a mínim durant la fase embrionària. La quantitat i la distribució del pèl varien considerablement d'una espècie a l'altra. Es compon principalment de ceratina, la mateixa proteïna que forma les escates i les plomes en altres tipus d'animals.
El pelatge compleix diverses funcions. Juntament amb les glàndules cutànies, participa en la regulació tèrmica. Els seus colors i patrons contribueixen al camuflatge, tant en les preses com en els depredadors. Alguns mamífers, com ara la llebre de les neus i la guineu àrtica, muden el pelatge en resposta als canvis estacionals en els medis que habiten. En general, les foques que neixen en pannes de glaç tenen el pelatge natal blanc, mentre que les que neixen a les platges el solen tenir de color marró fosc o negre. Els patrons del pelatge poden servir per avisar altres membres de la mateixa espècie de la presència d'un depredador o, com en el cas de les mofetes, com a element dissuasiu contra el mateix depredador. L'eriçament del pèl indica una actitud hostil o defensiva. El pelatge pot ser un caràcter distintiu dels dos sexes; en són exemples les crineres dels lleons i el pèl facial en els éssers humans. De vegades, el seu color serveix per generar atracció sexual.
En alguns mamífers, com ara els eriçons, els porcs espins i els equidnes, una part del pelatge es presenta com una capa de punxes que ofereix una protecció gens negligible contra els depredadors. Les vibrisses, un tipus de pèl associat a una alta concentració de nervis i vasos sanguinis, estan implicades en el sentit del tacte. Generalment prenen la forma de «bigotis», però es poden trobar a diferents parts del cos. Les pestanyes, les celles, els pèls de les orelles i els pèls nasals protegeixen altres òrgans sensorials impedint-hi l'entrada d'objectes externs.

### Glàndules tegumentàries
Els mamífers presenten la major diversitat de glàndules tegumentàries de tots els animals vertebrats. N'hi ha dos tipus bàsics: les glàndules sudorípares i les glàndules sebàcies. Es creu que els altres tipus són, en realitat, formes derivades d'aquests dos.

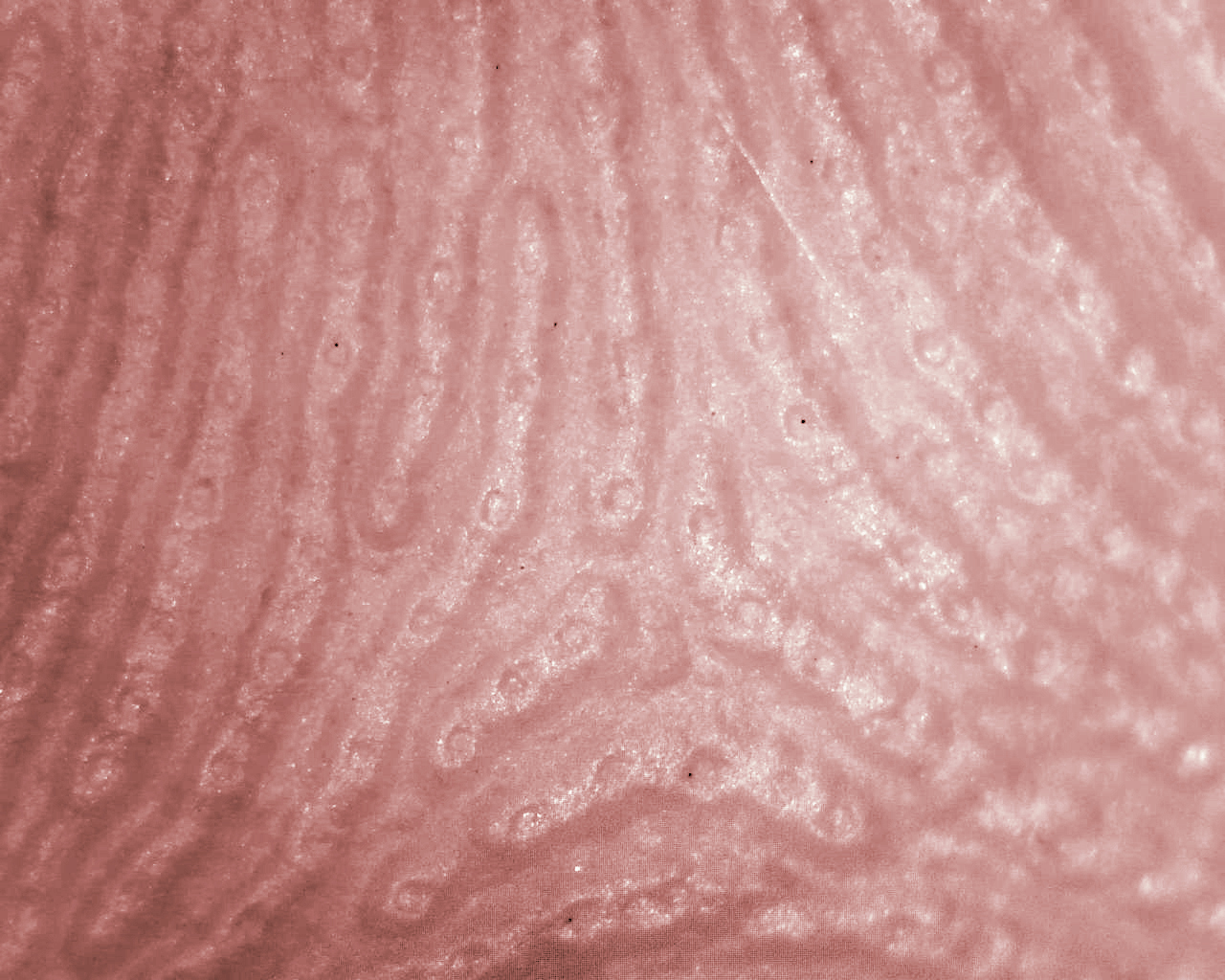
Porus de les glàndules sudorípares en un dit humà

Les glàndules sudorípares són un caràcter exclusiu dels mamífers, encara que la majoria no en tenen. La seva funció principal és la termoregulació mitjançant la secreció de suor. Es divideixen en glàndules sudorípares eccrines, que segreguen una sudoració aquosa amb residus metabòlics i sals, i apocrines, que deixen anar un producte més lletós, blanquinós o groguenc. Com a regla general, les primeres es distribueixen per les regions desproveïdes de pèl, mentre que les segones dipositen les secrecions a les cavitats dels fol·licles pilosos, es desenvolupen durant la pubertat i només es troben a certes parts del cos (en els éssers humans, sobretot a les orelles, les aixelles, els mugrons, el melic i la regió anogenital).

Esquema d'una glàndula sebàcia amb el seu fol·licle associat

Les glàndules sebàcies, generalment associades als fol·licles pilosos, excreten seu, un material lipídic que protegeix el pèl i la pell i evita que perdin massa humitat. Els sirenis (i els proboscidis) no en tenen, mentre que en altres mamífers aquàtics, com ara les llúdries i els ossos marins, les excrecions sebàcies limiten el contacte entre l'aigua freda i la pell i ajuden a retardar la pèrdua de temperatura. Les glàndules de Meibom i les glàndules de Hartner són glàndules sebàcies modificades que lubriquen les parpelles i les membranes nictitants, respectivament.
Les glàndules odoríferes poden ser predominantment sudorípares, predominantment sebàcies o una barreja més o menys homogènia d'aquests dos tipus. Produeixen feromones i altres secrecions oloroses que tenen una funció comunicativa, com ara marcar territori. Gairebé tots els mamífers en tenen, tot i que no sempre a les mateixes parts del cos.
Les glàndules mamàries, el caràcter que dona nom als mamífers, són glàndules sudorípares modificades que es poden observar en les femelles i, de forma rudimentària, en els mascles. Es formen a partir de la línia làctia i es poden trobar al tòrax, l'abdomen o la regió dels engonals, segons l'espècie. Com que la seva única funció és secretar llet per a l'alimentació de les cries, només estan actives entre el part i la fi de l'alletament. La lactància no es dona en cap altre tipus d'animal. Els monotremes tenen dues glàndules mamàries que vessen el seu contingut en depressions abdominals, mentre que els teris presenten un nombre variable de mugrons o mamelles que les cries poden xuclar directament. Els éssers humans són l'única espècie en la qual les femelles tenen les mamelles engrandides de manera permanent, no només durant la lactància.

### Ossos de l'orella i l'articulació mandibular
Els ossos de l'orella i l'articulació mandibular evolucionaren en paral·lel. Els pelicosaures tenien l'articulació del maxil·lar inferior formada per l'os articular i el quadrat. A més d'unir diferents parts de la mandíbula, aquests dos ossos, juntament amb l'os angular, transmetien el so a la membrana timpànica. En els mamífers, en canvi, l'articulació mandibular es compon de l'os dental i l'os escatós, fet únic en el regne animal, mentre que el quadrat i l'articular han migrat a l'orella mitjana i s'han convertit, respectivament, en el martell i l'enclusa, que ensems amb l'estrep es coneixen com els «ossicles» de l'orella mitjana. Aquestes adaptacions permeten una masticació més eficaç i una oïda més sensible. Així mateix, els mamífers desenvoluparen un os ectotimpànic que fixa el timpà al seu lloc. Tot això contrasta amb la configuració de l'orella i la mandíbula dels altres vertebrats, que presenten un sol os (la columel·la) a l'orella mitjana i un mínim de nou ossos al maxil·lar inferior.

### Dentadura

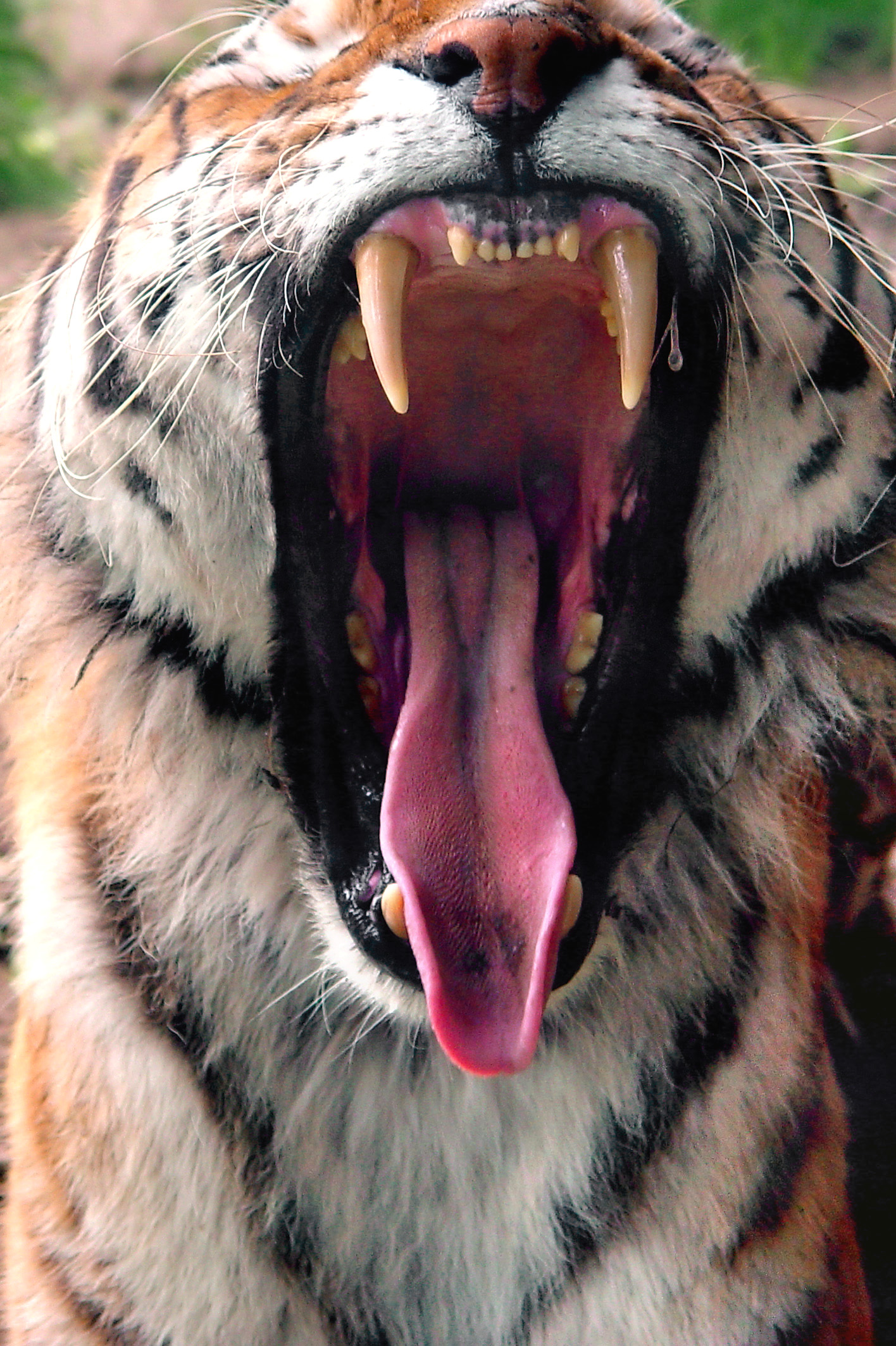
Dentadura d'un tigre

La majoria dels mamífers són heterodonts, és a dir, tenen diversos tipus de dents (incisives, canines, molars i premolars). El nombre de dents de cada tipus es representa mitjançant una fórmula dental. L'heterodòncia és un caràcter diferenciador important respecte a l'homodòncia dels rèptils i té un paper fonamental en la classificació dels fòssils. La majoria dels mamífers són difiodonts, és a dir, presenten un canvi de dents entre la dentadura temporal dels individus joves i la dentadura permanent dels adults. Les molars surten juntament amb les dents permanents.
Els monotremes adults manquen de dents, mentre que les cries exhibeixen una dent similar al telolècit dels rèptils i els ocells que els serveix per obrir-se pas a través de la closca de l'ou i els cau poc després de l'eclosió. Els metateris tenen una fórmula dental màxima de {\displaystyle {\tfrac {5.1.3.4}{4.1.3.4}}}, per a un total de 50 dents, i conserven el precursor temporal de la cinquena premolar dels teris basals, transformat en la primera molar. Els uombats són els únics metateris que no tenen més incisives al maxil·lar superior que a l'inferior.
Els euteris tenen una fórmula dental màxima de {\displaystyle {\tfrac {3.1.4.3}{3.1.4.3}}}, per a un total de 44 dents. Hi ha una tendència evolutiva cap a un menor nombre de dents que troba la seva màxima expressió en animals com els formiguers gegants i els pangolins, que no en presenten cap. Les úniques excepcions a aquesta tendència són l'otoció, que té fins a 50 peces, l'armadillo gegant, que en pot arribar a presentar 100, i la majoria dels odontocets, que en tenen fins a 260 i són dels pocs mamífers essencialment homodonts.

### Altres caràcters
El cervell està ben desenvolupat. El neocòrtex i els cossos quadrigèmins no es troben en cap altre tipus d'animal. El crani, de tipus sinàpsid, originàriament tenia una finestra temporal darrere de cada òrbita ocular. En el decurs de l'evolució, la desaparició de l'os postorbitari, una major ossificació del neurocrani i la reducció de l'arc zigomàtic han tancat aquestes finestres temporals i han fet que la morfologia cranial dels mamífers tingui un aspecte força diferent del que presentaven els primers sinàpsids.
Els mamífers desenvoluparen un paladar secundari que els permet —excepte en els éssers humans— respirar i menjar alhora. Són els únics animals que tenen diafragma, un múscul pla que separa la cavitat toràcica de la cavitat abdominal. A més a més, perden l'arc aòrtic dret cap al principi del seu desenvolupament embrionari, a diferència dels ocells, que en perden l'esquerre, i els rèptils, que en conserven tant l'un com l'altre. Igual que en els crocodilians i els ocells, el cor es compon de quatre cambres i, com en els ocells, la sang oxigenada no es barreja amb sang no oxigenada. Els glòbuls vermells madurs no tenen nucli cel·lular. Aquest sistema cardiovascular relativament complex és un dels factors que permeten mantenir l'homeotèrmia («sang calenta»).

### Varietat morfològica

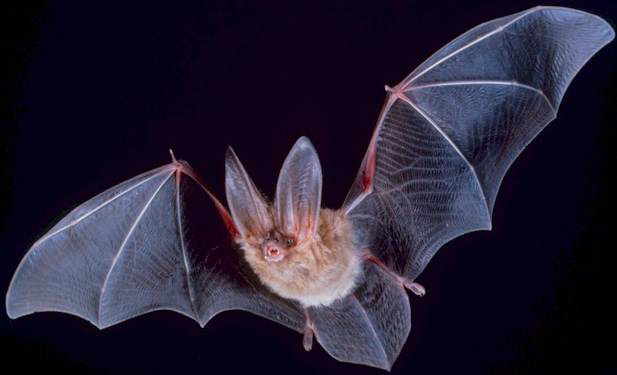
Els ratpenats són els únics mamífers capaços de volar.

Al llarg de la seva història evolutiva, els mamífers han colonitzat una amplíssima varietat d'hàbitats i s'han diversificat molt. Un grup de mamífers s'ha adaptat a un mode de vida aquàtic. Els més adaptats a aquest mode de vida són els cetacis, amb la seva morfologia semblant a la dels peixos. Els seus membres anteriors s'han reconvertit en aletes, els posteriors han desaparegut i la cua s'ha transformat en una aleta caudal. En altres mamífers, com ara les foques o els manatís, la transició a una vida aquàtica és molt menys completa. Els ratpenats són, juntament amb els ocells i els pterosaures del Mesozoic, els únics vertebrats capaços de volar. Tenen dits molt allargats que suporten el patagi. Altres grups de mamífers han desenvolupat patagis independentment els uns dels altres. Aquestes membranes els permeten planar. Aquests grups inclouen els dermòpters, els esquirols voladors i els anomalúrids, a més de marsupials com els utes, els petàurids i els acrobàtids. Altres mamífers s'han adaptat a un mode de vida subterrani, amb una anatomia cilíndrica i potes curtes que sovint utilitzen per excavar. Moltes espècies tenen un mode de vida arborícola. Es distingeixen per la seva capacitat de manipular objectes per mitjà de polzes oposables i cues prènsils. Els que habiten als prats i altres hàbitats oberts solen tenir menys dits i presentar peülles, o peus endurits, mentre que altres tenen potes posteriors molt desenvolupades i es mouen saltant. Molts mamífers, sobretot els més petits i els que viuen amagats, tenen el cos grassonet amb les potes curtes. En són exemples els rosegadors i els insectívors.
També hi ha grans diferències de mida. Els mamífers més menuts són el craseonicteri de nas porcí i la musaranya etrusca, que només pesen uns dos grams. El rorqual blau, en canvi, és probablement l'animal més gros que ha existit mai i pot arribar a pesar 180 tones, és a dir, 75 milions de vegades més que els mamífers més petits.

## Distribució i hàbitats

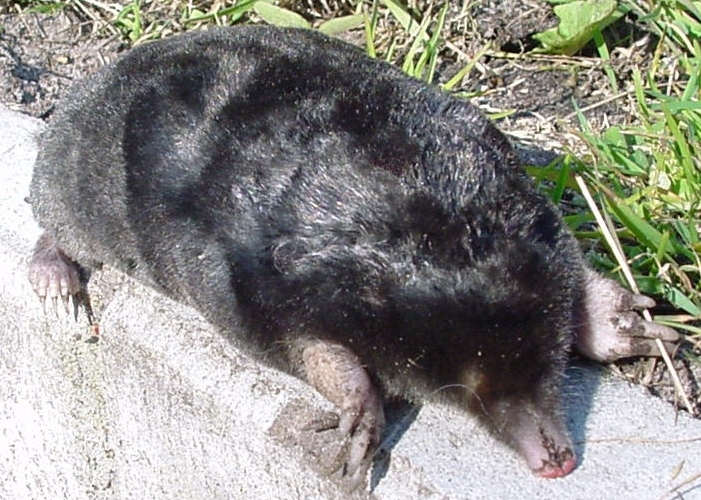
Els tàlpids s'han adaptat a un mode de vida subterrani.

Els mamífers s'han estès arreu del món. Es troben a tots els continents, a tots els oceans i a la majoria d'illes. Els monotremes només es troben a Austràlia i Nova Guinea, mentre que els marsupials habiten a Oceania i les Amèriques. Els placentaris es troben arreu del món, però fins a l'arribada dels humans a Austràlia només n'hi havia poques espècies: ratpenats i murins. La presència de mamífers a les illes remotes era bastant limitada abans de l'arribada dels humans i, en moltes d'elles, com ara Nova Zelanda, els ratpenats, les foques i els lleons marins eren els únics mamífers abans que hi arribés Homo sapiens.
Els mamífers han colonitzat gairebé tots els hàbitats de la Terra. Habiten tant als deserts com a les jungles, l'alta muntanya i les regions polars. Una de les poques regions on no hi ha mamífers (tret de les estades temporals dels humans) és l'interior del continent antàrtic. Les profunditats del mar són el terreny de caça del catxalot.

## Etologia

### Comportament
El mode de vida dels mamífers és tan variat com ho són la seva morfologia i els seus hàbitats. N'hi ha que són diürns, crepusculars i nocturns i d'altres que són actius de nit i de dia. També existeixen importants diferències en el comportament social. Alguns mamífers viuen en solitari, mentre que d'altres viuen en grups de fins a milers d'exemplars. Moltes espècies han desenvolupat un complex patró de comportament, establint una forta jerarquia dins el grup i comunicant-se mitjançant sons, gests o la coloració del cos. Tot i que no és el més habitual, també hi ha mamífers que utilitzen verí per defensar-se o per caçar (vegeu Mamífer verinós).

### Sentits
El sentit de l'olfacte té un paper important en el mode de vida dels mamífers, per exemple en l'alimentació i la reproducció. En aquesta última, la receptivitat per aparellar-se s'indica per mitjà de feromones. L'olfacte també és important en el comportament territorial, car hi ha espècies que marquen el seu territori amb orina, excrements o secrecions de glàndules especials.

L'ecolocalització dels dofins

En general, el sentit de l'oïda està ben desenvolupat en els mamífers. L'ecolocalització és una forma especial d'oïda que permet determinar la posició de l'emissor o de preses potencials a partir de l'eco d'ones sòniques. És un tret molt característic dels ratpenats i dels odontocets, però també es dona en altres grups.
El tacte també serveix perquè els mamífers percebin el món que els envolta. Així doncs, moltes espècies han desenvolupat uns pèls tàctils especials (vibrisses) que tenen una sensibilitat extraordinària i es poden moure per mitjà de moviments musculars. La pell també és un òrgan sensorial. Algunes parts del cos tenen una gran abundància de mecanoreceptors, com ara la punta dels dits dels primats i el nas o la probòscide d'altres espècies. Generalment es considera que el mamífer amb el sentit del tacte més desenvolupat és el talp de musell estrellat. També cal destacar els sensibles electroreceptors del bec dels monotremes, que detecten el moviment dels músculs de les preses. El tacte també és sovint important en les relacions socials, per exemple quan dos individus de la mateixa espècie s'empolainen l'un a l'altre.
La importància de la vista és ben diferent. Sovint té un paper secundari, especialment en els mamífers que viuen sota terra, que sovint tenen els ulls poc desenvolupats. En canvi, altres mamífers com els gats i els primats tenen ulls grossos i una vista relativament bona. La posició dels ulls també és decisiva. Mentre que la majoria de depredadors tenen els ulls al davant del cap, cosa que els dona una visió estereoscòpica i, per tant, una estimació més precisa de la distància, les preses solen tenir-los als costats del cap, cosa que els proporciona un abast visual extremament ampli i els permet detectar ràpidament qualsevol amenaça.

### Alimentació

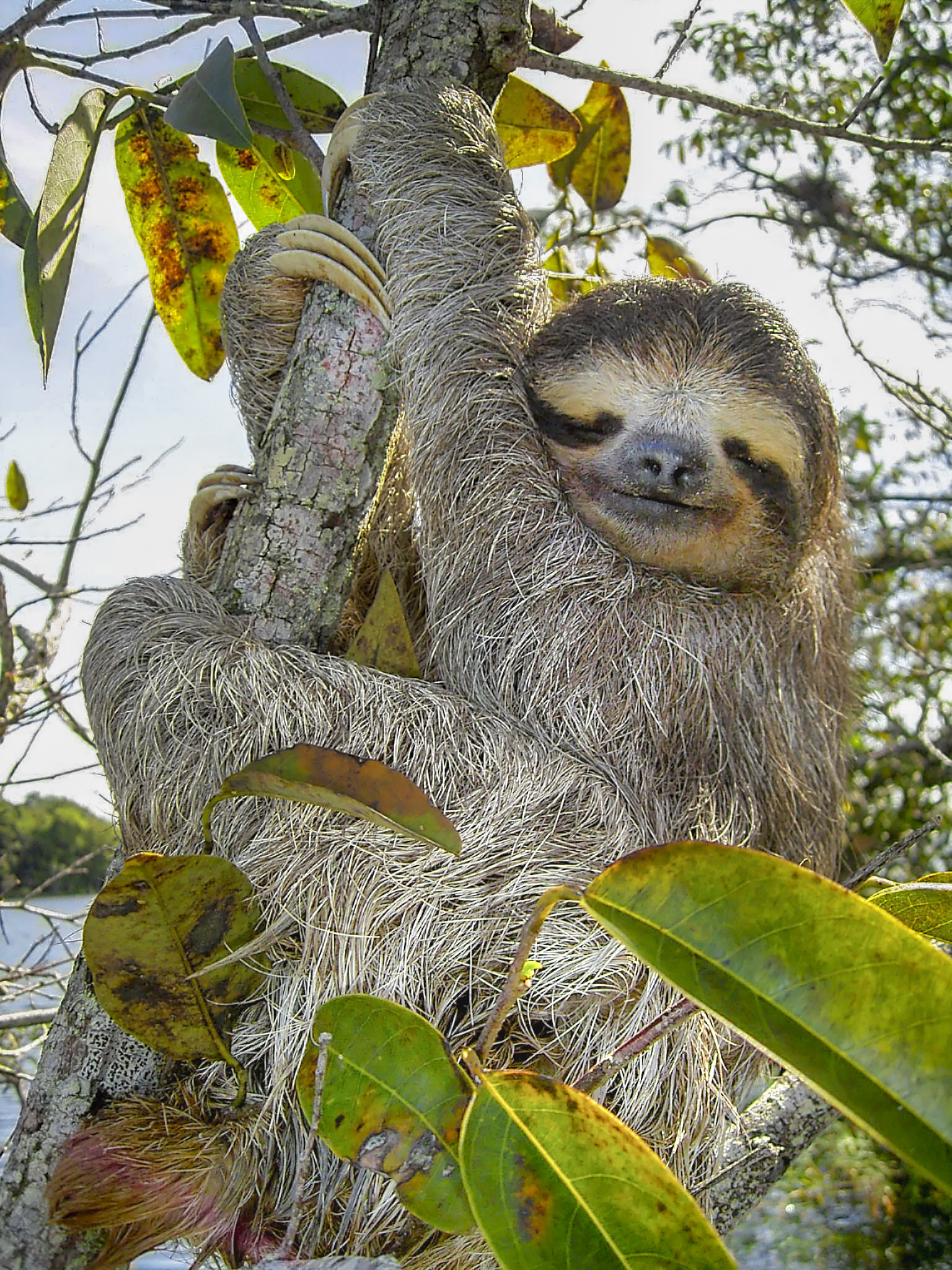
Els peresosos són animals folívors (menjadors de fulles).

Un tret comú de tots els mamífers és el seu alt requeriment d'energia i, per tant, d'aliment en comparació amb altres animals de la mateixa mida. Això és degut a la regulació de la temperatura corporal. Algunes espècies consumeixen cada dia una quantitat d'aliment gairebé igual al seu pes. Quant al tipus d'aliment que mengen, hi ha molta varietat, amb herbívors, carnívors i omnívors. El nombre i la morfologia de les dents, juntament amb la configuració de l'aparell digestiu, indiquen el tipus d'aliment que consumeixen. Els carnívors tenen l'intestí curt per evitar que la ràpida putrefacció de la carn els enverini. Els herbívors, que mengen aliments que solen ser més difícils de digerir, han desenvolupat una sèrie d'adaptacions per extreure el màxim de nutrients del seu aliment. Aquestes adaptacions inclouen un intestí més llarg, un estómac amb diverses cambres (com en els remugants o els cangurs) i la cecotròfia dels rosegadors i els conills, que consisteix en la reingestió dels excrements. Les espècies purament folívores (com els coales o els peresosos) espremen al màxim els seus aliments pobres en nutrients passant llargs períodes de baixa activitat.

## Reproducció

### Aparellament

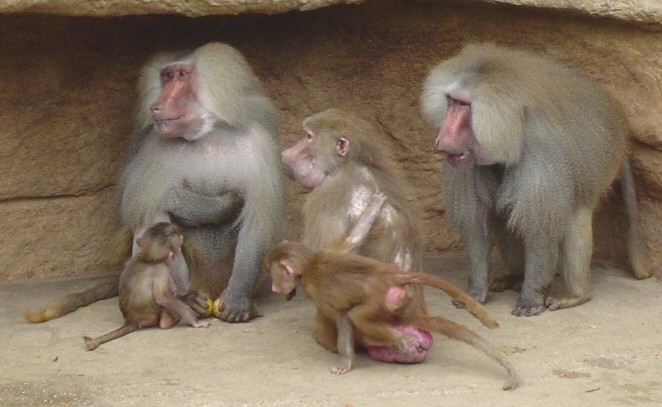
Els babuïns són un exemple del complex comportament dels mamífers durant l'aparellament.

La majoria de mamífers o bé practiquen la poligínia (un mascle s'aparella amb diverses femelles) o bé són promiscus (tant el mascle com la femella s'aparellen amb diverses parelles). Com que les femelles han d'invertir molt de temps i energia en la gestació, els mascles poden tenir més cries que elles. Per això se sol donar una situació de poligínia en què pocs mascles es reprodueixen amb moltes femelles i la majoria de mascles es queden sense aparellar-se. En molts casos hi ha intensos combats entre mascles pel dret a aparellar-se i per guanyar-se la femella. Per consegüent, molts mamífers han desenvolupat comportaments o trets anatòmics complexos per la reproducció. Moltes espècies es caracteritzen pel seu dimorfisme sexual (els mascles sovint són significativament més grossos i pesants que les femelles), com a resultat de la pressió selectiva sobre els mascles per millorar les seves possibilitats d'aparellar-se.
Es calcula que un 3% de les espècies de mamífers tenen relacions monògames en què el mascle s'aparella amb una única femella durant el període de reproducció. En aquests casos, el mascle sovint té un paper com a mínim parcial en la cria dels nounats. A vegades, el comportament reproductiu depèn de les condicions ambientals. Quan hi ha escassetat de recursos, el mascle s'aparella amb una única femella i ajuda a cuidar les cries. En canvi, si hi ha abundància d'aliments, la femella pot cuidar-les tota sola i els mascles s'aparellen amb diverses femelles.
La poliàndria (en què la femella s'aparella amb diversos mascles) és poc habitual en els mamífers. En són un exemple els cal·litriquins, entre els quals és el mascle el que s'ocupa principalment de cuidar les cries.

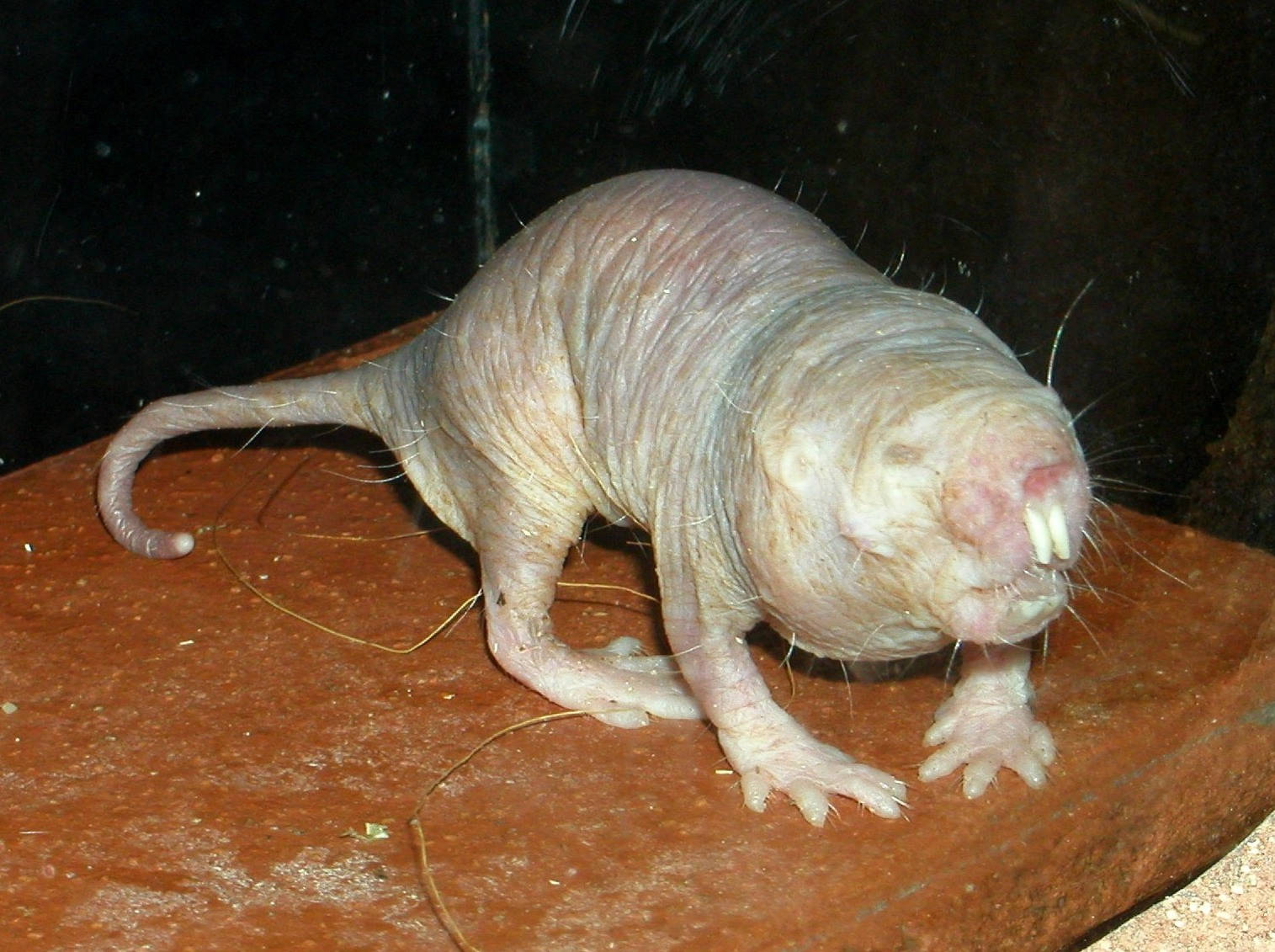
Les rates talp nues destaquen pel seu comportament eusocial.

Cal destacar diverses espècies de rates talp, un grup de rosegadors africans que inclouen els gèneres Cryptomys i Heterocephalus. Tenen un mode de vida eusocial. De manera similar a molts insectes, a cada colònia hi ha una única femella, anomenada «reina», que és fèrtil i s'aparella amb diversos mascles, mentre que la resta d'individus són estèrils i duen a terme les tasques necessàries per a l'aprovisionament del grup.

### Naixement
Els mamífers es classifiquen en tres infraclasses segons el naixement de les cries: 

#### Monotremes
Una característica dels monotremes és una obertura compartida per l'excreció i la reproducció, anomenada cloaca. El penis del mascle només expulsa semen i està partit a la punta. Els monotremes es diferencien de la resta de mamífers en què no donen a llum cries vives, sinó que ponen ous. Aquests ous són petits (entre deu i quinze mil·límetres de diàmetre) i per la seva closca cuirosa i el seu vitel gran recorden més als ous de rèptil que als d'ocell. La femella pon entre un i tres ous són covats per la femella durant aproximadament deu dies. Els nounats són calbs i petits i en el seu estat embrionari són comparables als nounats marsupials.

#### Marsupials

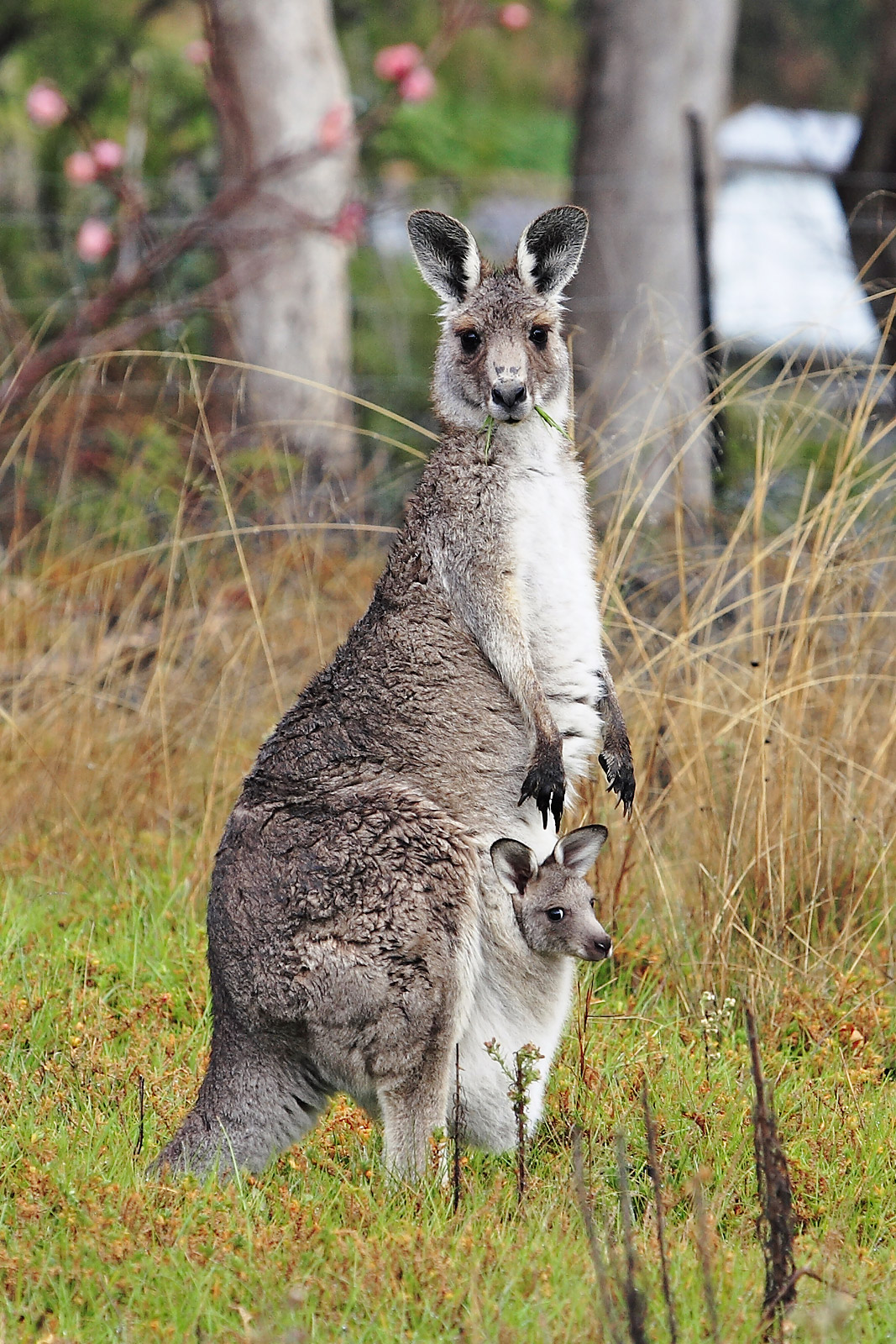
Una femella de cangur gris oriental amb la cria al marsupi.

Els marsupials presenten importants diferències respecte als placentaris en la morfologia del sistema reproductor. Els marsupials el tenen doble: les femelles tenen dos úters i dues vagines, mentre que els mascles tenen un penis partit o doble amb un escrot situat a la part anterior. La gestació és curta (entre dotze i quaranta-tres dies de mitjana) i el rècord el té el ratolí marsupial de cara ratllada, amb només 10,5-11 dies. La majoria d'espècies no tenen placenta, però alguns d'ells (els coales, bàndicuts i bilbis, per exemple), sí que desenvolupen una placenta primitiva. Els nounats surten a través d'un canal situat entre les dues vagines, que en moltes espècies està destinat especialment a donar a llum. Les cries de marsupial són petites i poc desenvolupades en comparació a les dels placentaris. El pes de la cria és sovint menys de l'1% del pes de la mare; les cries dels pòssums de la mel pesen només cinc mil·lígrams, sent els nounats més petits de tots els mamífers. Les cries de marsupial tenen òrgans rudimentaris, però les potes anteriors estan ben desenvolupades car les cries s'han d'arrossegar pels seus propis mitjans fins a les mamelles de la mare.
Molts dels marsupials, però no pas tots, tenen una bossa (anomenada marsupi) en què es troben les mamelles. Les femelles de moltes espècies tenen un marsupi permanent, mentre que en altres la bossa es desenvolupa durant la gestació i en altres les cries simplement es pengen de les mamelles de la mare, arrapant-se únicament a la seva pell o al seu pelatge. Els nounats s'agafen al mugró amb la boca i es mantenen així les primeres setmanes de vida. La lactància és més llarga que en els placentaris.
Antigament es considerava la reproducció dels marsupials com més primitiva i menys desenvolupada que la dels placentaris. El desplaçament de molts marsupials per placentaris invasors contribuí a aquesta creença. Tanmateix, cal indicar que aquest «prejudici» ha anat desapareixent a mesura que es configurava la sistemàtica moderna i que es comprovava que molts marsupials tenien molt d'èxit dins els seus hàbitats. El mètode de reproducció dels marsupials també té avantatges: d'una banda escurça el temps de gestació, dur per la mare i de l'altra, permet que l'animal pugui tornar a criar més aviat en cas que la cria original mori.

#### Placentaris

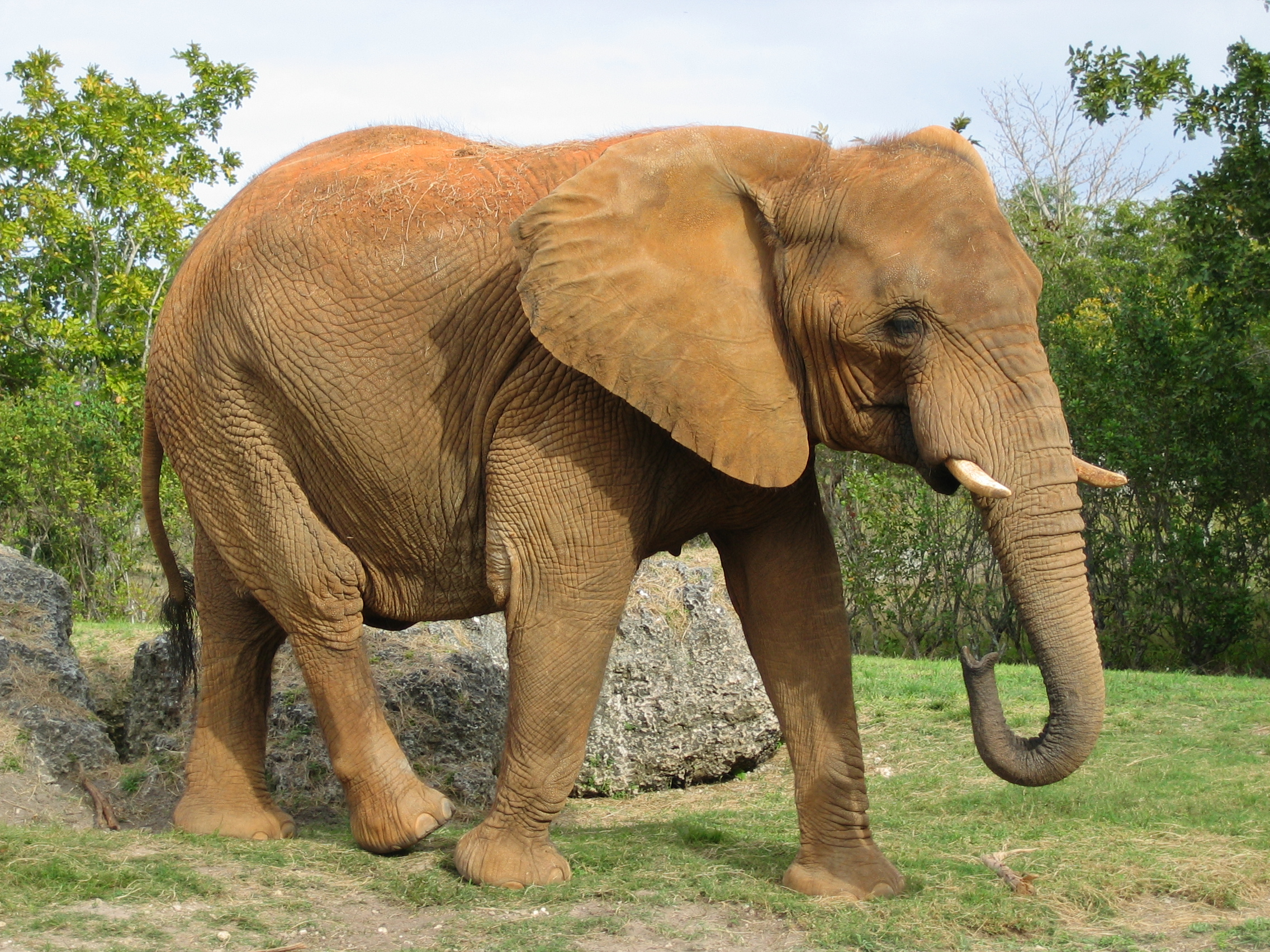
Els elefants tenen la gestació més llarga de tots els mamífers.

Els placentaris comprenen de llarg la majoria de mamífers. Els noms utilitzats per aquest tàxon són un xic desafortunats: «placentaris» no és prou precís, car alguns marsupials tenen una placenta senzilla. Un altre terme considerat sinonímic, «euteri», ve dels mots grecs ευ eu i θηρίον theríon, que signifiquen «bèstia ben desenvolupada». Aquesta etimologia reflecteix un prejudici sense base en la sistemàtica actual.
La característica clau dels placentaris és el trofoblast (la capa cel·lular externa d'un òvul). Aquesta capa és una barrera immunològica i fa possible un llarg període de desenvolupament a l'úter. Els marsupials no tenen cap trofoblast i, per tant, la gestació ha d'acabar abans que el sistema immunitari de la mare comenci a actuar. La placenta dels placentaris es caracteritza per l'al·lantocori (un tipus de microvellositat). Aquesta vellositat assegura que l'embrió s'alimenti correctament.
La durada de la gestació i el nombre de nounats també depèn del mode de vida. Les espècies precocials (com els carnívors o els rosegadors) tenen una gestació curta i tenen més cries per ventrada, mentre que les espècies altricials (com els artiodàctils) presenten una gestació llarga i donen a llum menys cries per ventrada. Així doncs, en algunes espècies d'hàmster la gestació dura només setze dies, mentre que en l'elefant africà pot durar fins a vint-i-cinc mesos.

### Lactància

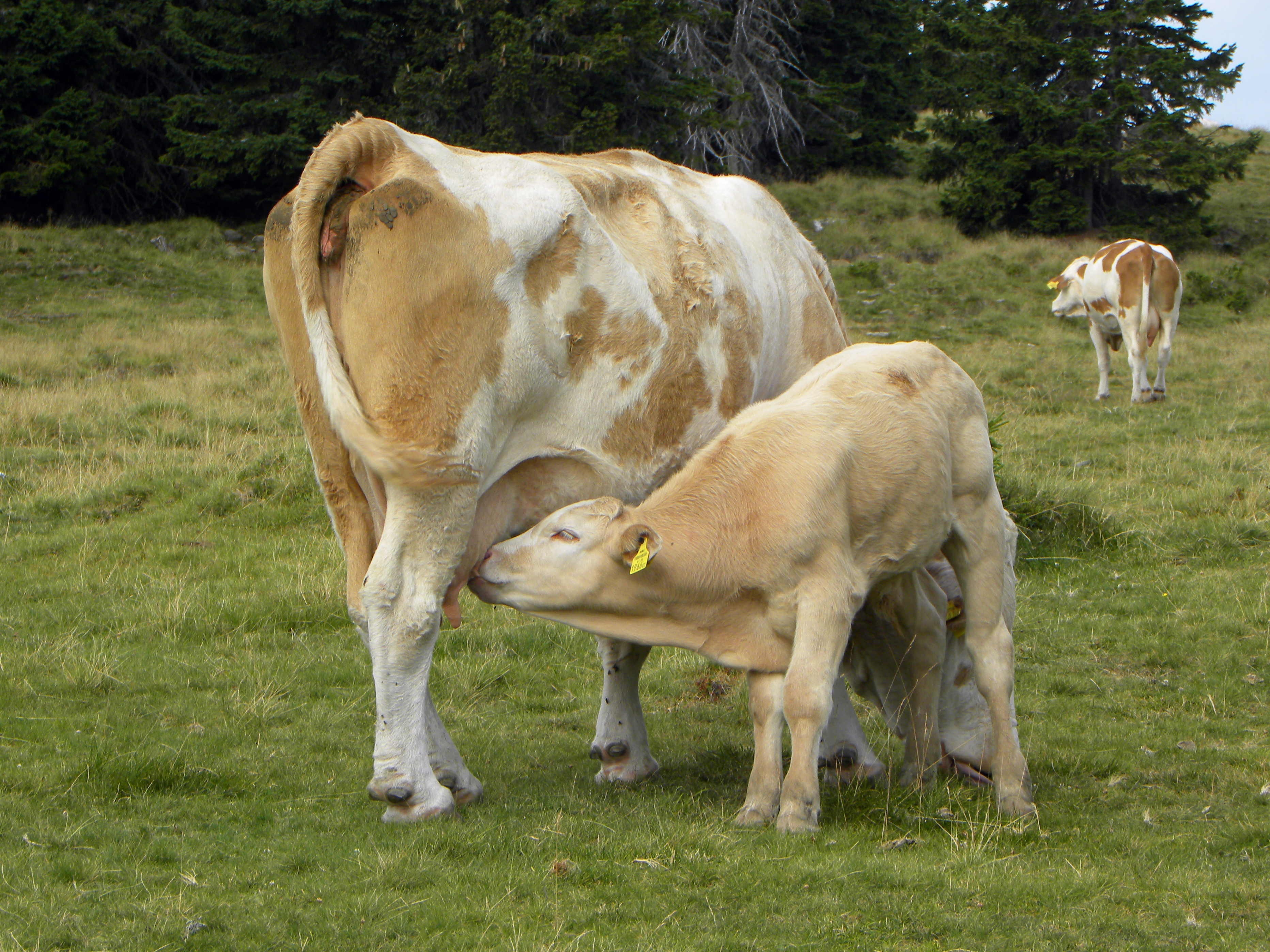
Una vaca alleta la seva vedella.

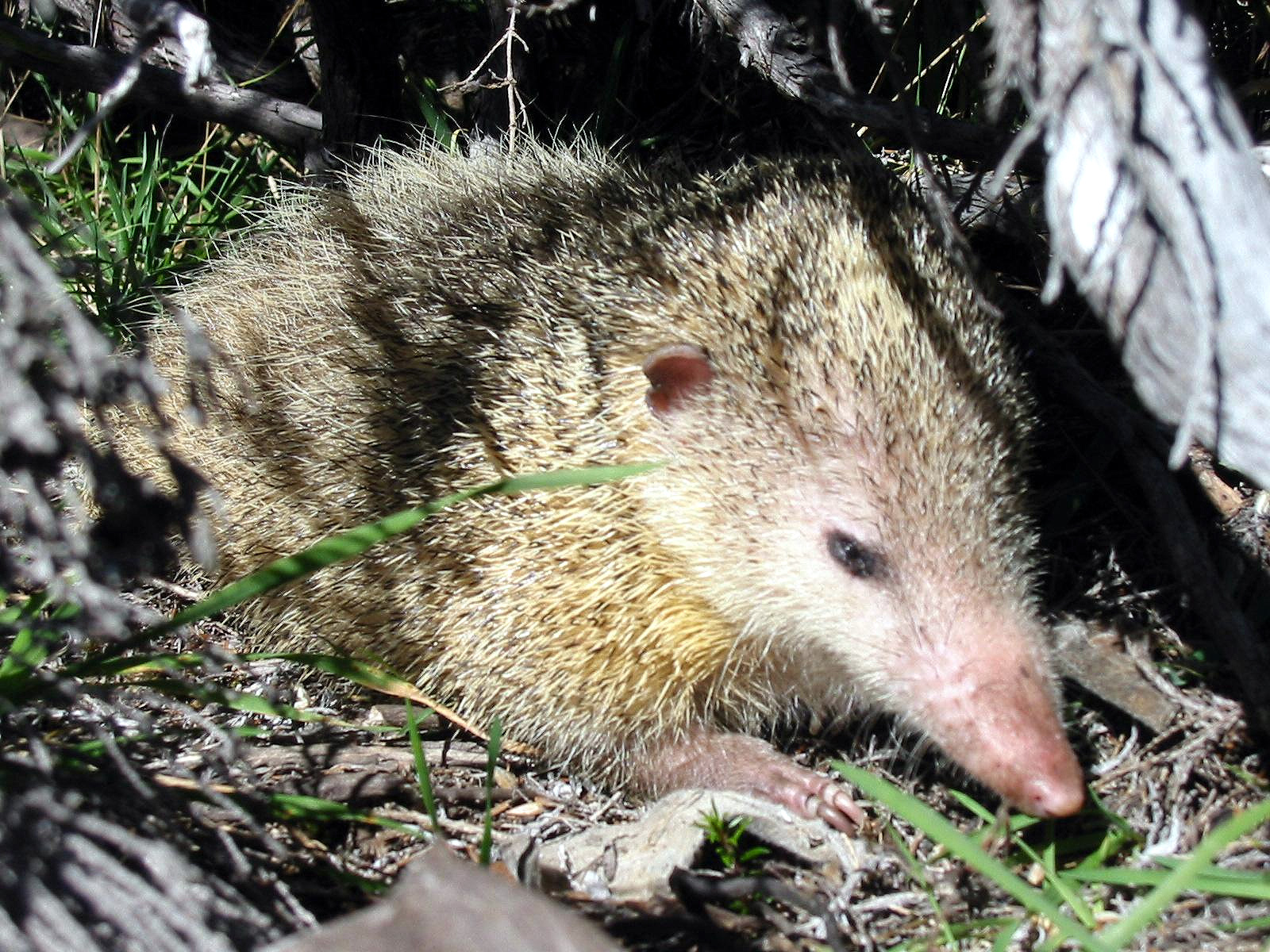
Els tenrecs comuns tenen les ventrades més grans, amb fins a trenta-dues cries.

Una altra característica exclusiva dels mamífers és que les femelles alimenten els nounats amb llet, un líquid alimentari que produeixen les glàndules mamàries. Les glàndules mamàries s'agrupen en complexos de glàndules («complexos mamaris») externs, que solen acabar en un mugró. Els monotremes en són una excepció, car les seves cries xuclen la llet directament de les glàndules mamàries sota el pelatge de la mare. El nombre de mamelles difereix entre espècies i està relacionat amb el nombre de cries per ventrada, de manera que els humans o els cavalls només en tenen dues i els tenrecs comuns en tenen vint-i-quatre. La lactància es prolonga fins que la cria és capaç de menjar i digerir aliment sòlid per si mateixa.
La lactància té importants conseqüències per les cries i per la femella. Els nounats reben sense gaire esforç un aliment ric en lípids i en nutrients, que els garanteix un creixement ràpid, però a expenses de la mare. És rar que les femelles alletin cries que no són seves i només algunes espècies (com els lleons) ho fan. En la majoria de casos, la femella també cuida de les cries en altres aspectes. La lactància requereix molt de temps i energia de la mare.

### Longevitat

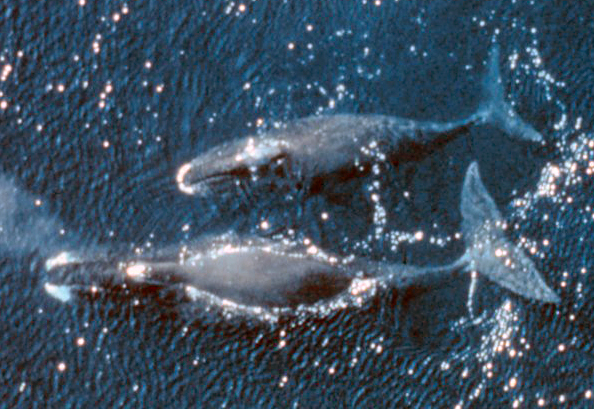
Les balenes tenen la major esperança de vida de tots els mamífers.

L'esperança de vida dels mamífers és tan variada com el seu mode de vida o la seva fisiologia. En general, les espècies petites viuen menys que les grosses, però els ratpenats en són una excepció. Mentre que els mascles de ratolí marsupial moren a l'edat d'uns onze mesos, després d'haver-se aparellat per primer cop, hi ha mamífers més grossos que poden viure dècades. Cap de les espècies terrestres no s'acosta a la longevitat dels humans, que per mitjà de les millores en la medicina han arribat a una longevitat màxima de 122 anys (Jeanne Calment). Després dels humans, els elefants són els mamífers terrestres amb una major esperança de vida, arribant als 80 anys. Tanmateix, moltes balenes viuen molt més temps. El mamífer més vell conegut és una balena de Groenlàndia que tenia 211 anys.

## Relació entre humans i altres mamífers
Sens dubte, els mamífers han marcat la història dels éssers humans de manera decisiva. Des de temps immemorials, els humans se n'han menjat la carn i n'han utilitzat el pelatge i els ossos. Se'ls ha fet servir com a animals de sella i de càrrega. Encara avui se n'extreu llet i se'ls utilitza com a animals de guàrdia i de laboratori. De la mateixa manera, els humans també han influït de forma important la majoria de mamífers. Moltes espècies han ampliat la seva distribució gràcies als humans. Tanmateix, les seves poblacions són sovint delmades per la caça i per la destrucció del seu hàbitat i se n'ha reduït la difusió. Molts mamífers s'han extingit per l'acció directa o indirecta dels humans.

### Explotació

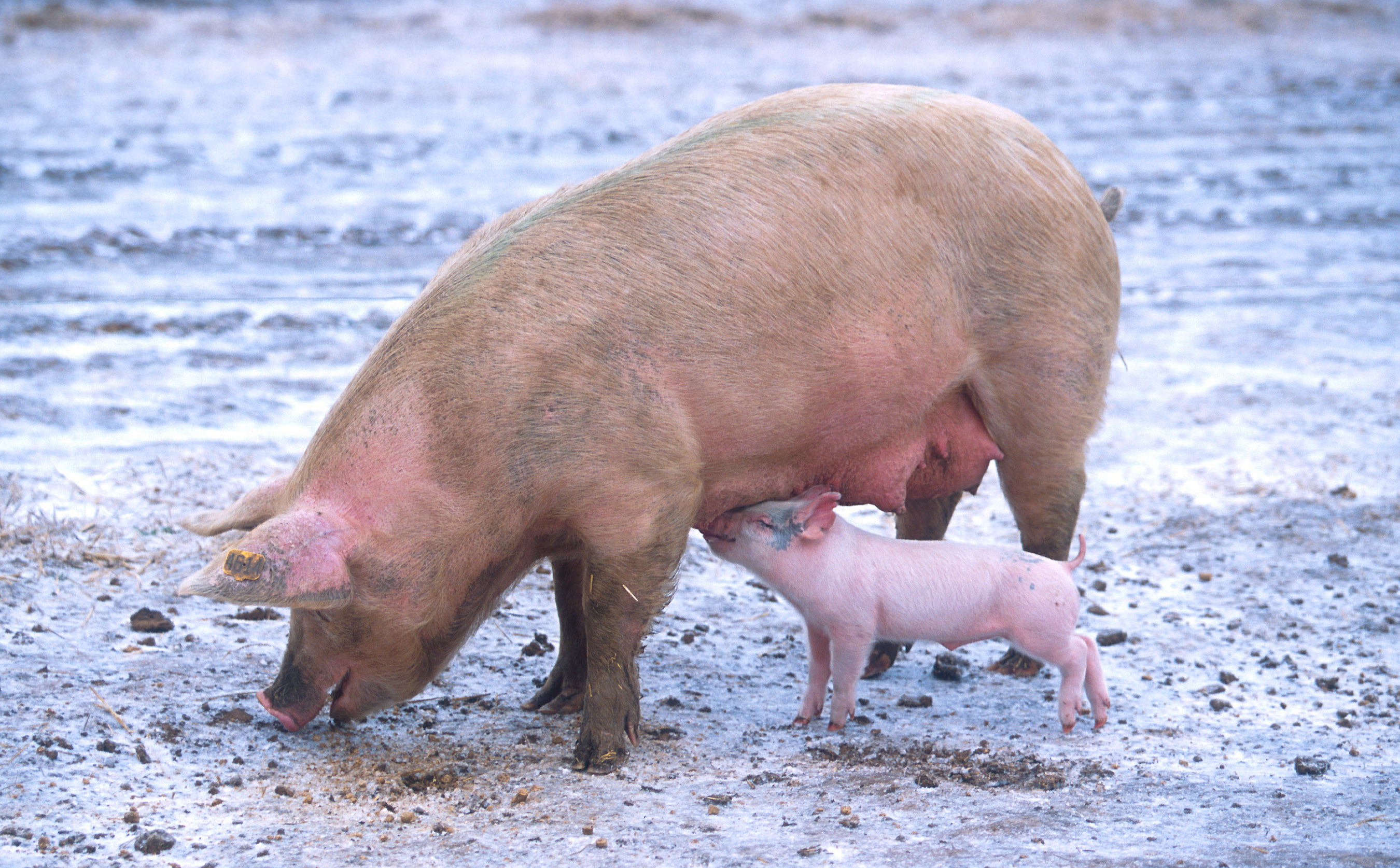
Els porcs són alguns dels mamífers domèstics més importants.

Els humans han domesticat una sèrie de mamífers pel seu valor econòmic. Aquests animals domèstics es coneixen amb el nom de bestiar. A més, també es cacen animals salvatges i es crien animals semidomèstics que viuen a l'exterior i que són «recol·lectats» periòdicament (per exemple, en boscos o la cria de vaques i cavalls a Amèrica).

#### Motius pel seu ús
Un dels motius més importants per la caça o cria de mamífers és el consum de la seva carn, que és valorada pel seu alt contingut en proteïnes i lípids. Al món occidental es consumeix sobretot la carn de bou i de porc i en menor mesura la carn d'ovella, de cabra, de cavall i de cérvol. En altres cultures i tribus d'arreu del món es caçaven i encara es cacen criatures molt diverses, des dels armadillos, que a Sud-amèrica es consideren una delicadesa, fins als equidnes, que a Nova Guinea són un plat habitual.
El pelatge i la pell de molts mamífers diferents també són recursos utilitzats pels humans. Les ovelles són esquilades i la pell de les vaques i altres animals és convertida en cuir. Antigament es mataven animals per produir roba, mantes i moltes altres coses. Encara avui en dia és important la indústria de la pell, que manté xinxilles, visons, martes, llúdries i ossos rentadors, entre d'altres, a les seves granges. Sent una indústria que produeix articles purament de luxe, la indústria de la pell és un blanc habitual de les crítiques dels defensors dels drets dels animals.
A més de la carn i del pelatge, s'utilitzen moltes altres parts del cos dels mamífers. En són exemples les banyes i els ossos, que s'utilitzaven com a eines i materials de construcció, l'oli i l'espermaceti de les balenes o el vori, a més de parts que per motius religiosos, supersticiosos, cerimonials, d'estatus, o (com a mínim en teoria) medicinals, han estat utilitzades, com ara les banyes de rinoceront.
També es crien mamífers per obtenir-ne llet. La llet de vaques, amb un 85% de la producció, té el paper més important. En menor mesura, també s'obté llet de les ovelles, cabres, dels cavalls, ases, búfals domèstics o caribús, entre altres animals.

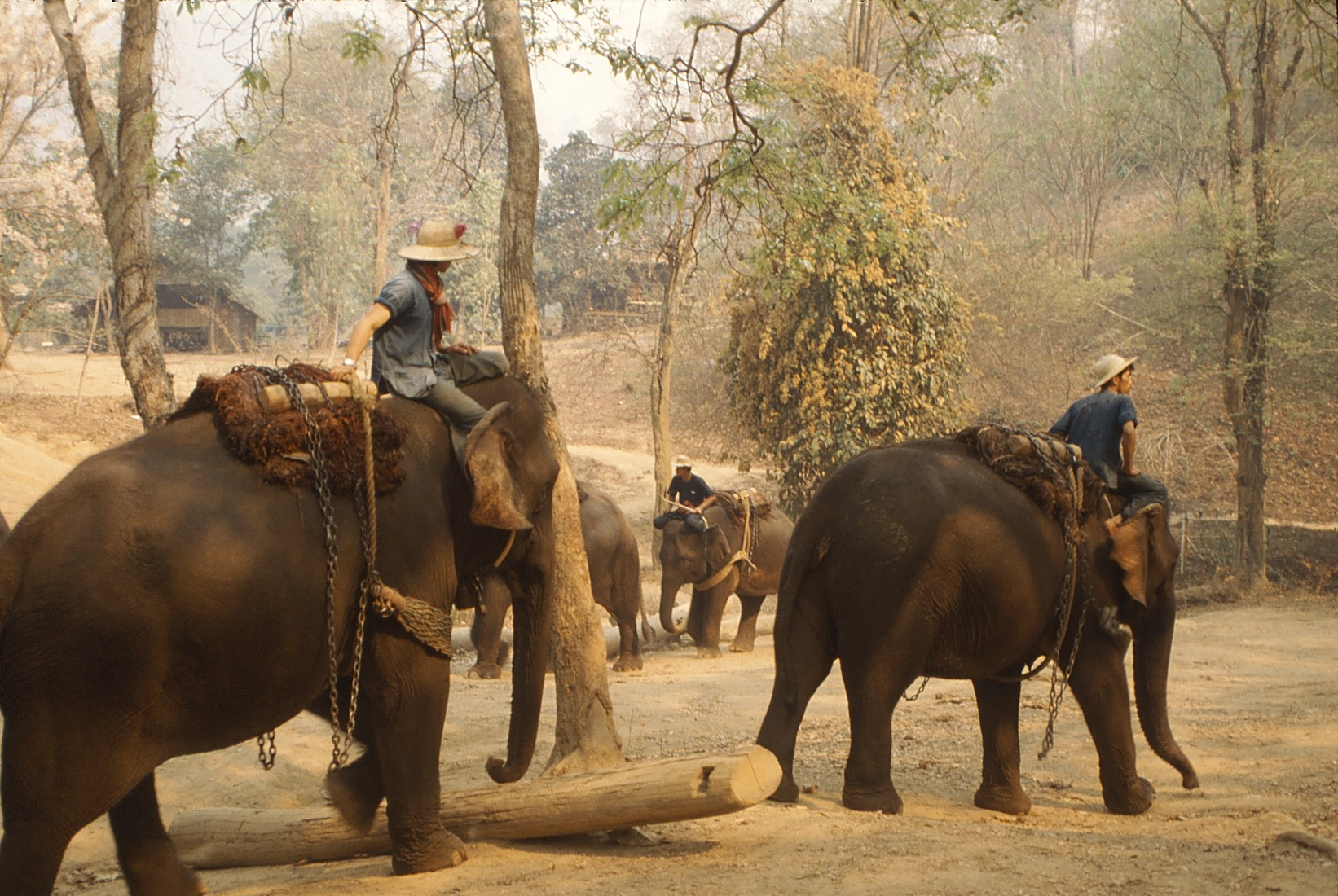
Elefants treballant

A causa de la seva gran mida i la seva força, alguns mamífers són utilitzats com a animals de càrrega i de sella. En són exemples els cavalls, els ases, els bous, els búfals domèstics, els elefants asiàtics, els camells i els gossos (vegeu Gos de càrrega). Amb la mecanització de l'agricultura i la difusió dels automòbils, aquest ús dels animals s'ha reduït molt als països industrials del món occidental i sovint es practica només com una afició o un esport. Encara es fan servir cavalls a la policia per motius oficials. Tanmateix, a les parts subdesenvolupades de la Terra, l'ús de les bèsties encara està molt estès.
Pels mateixos motius, els humans han utilitzat bèsties per a usos militars des de l'antiguitat. Fins al segle xix, la cavalleria era essencial per dur a terme operacions ràpides al camp de batalla, que sovint eren decisives. També, des de l'antiguitat i fins a principis de l'edat moderna, s'utilitzaren elefants de guerra per desbaratar les files de l'enemic; és cèlebre el seu ús pel general cartaginès Hanníbal durant la Segona Guerra Púnica. En els exèrcits moderns, també s'han utilitzat mamífers per operacions militars, com per exemple els gossos antitanc utilitzats per les forces soviètiques contra els tancs alemanys. En temps més recents, l'exèrcit estatunidenc ha entrenat dofins antimines.
Els mamífers també són utilitzats sovint com a animals de vigilància, sobretot els gossos i els gats domèstics.
També està estesa la utilització d'animals de laboratori. En aquest cas s'utilitzen sobretot primats (com ara el macaco rhesus o les mones esquirol) i rosegadors. També se'ls utilitza en estudis cognitius i en el viatge espacial. La polèmica sobre la utilitat real d'aquestes pràctiques és intensa.
- Sovint s'utilitzen mamífers per entretenir els humans, com per exemple les exhibicions d'animals als circs, les exhibicions de dofins i foques, els rodeos, les curses de braus[73] o els ossos dansaires. Com que sovint els animals no viuen en condicions dignes i l'entrenament sovint és comparat amb la crueltat animal, aquestes pràctiques són controvertides. També és polèmica la caça, com per exemple la caça de guineus que fins fa poc es practicava a les Illes Britàniques.[74]
- S'utilitzen mamífers per aprofitar el seu bon olfacte (com els gossos rastrejadors o els porcs buscadors de tòfones) o per ajudar humans cecs.[75] La delfinoteràpia pot contribuir a millorar l'estat de persones que pateixen trastorns mentals.

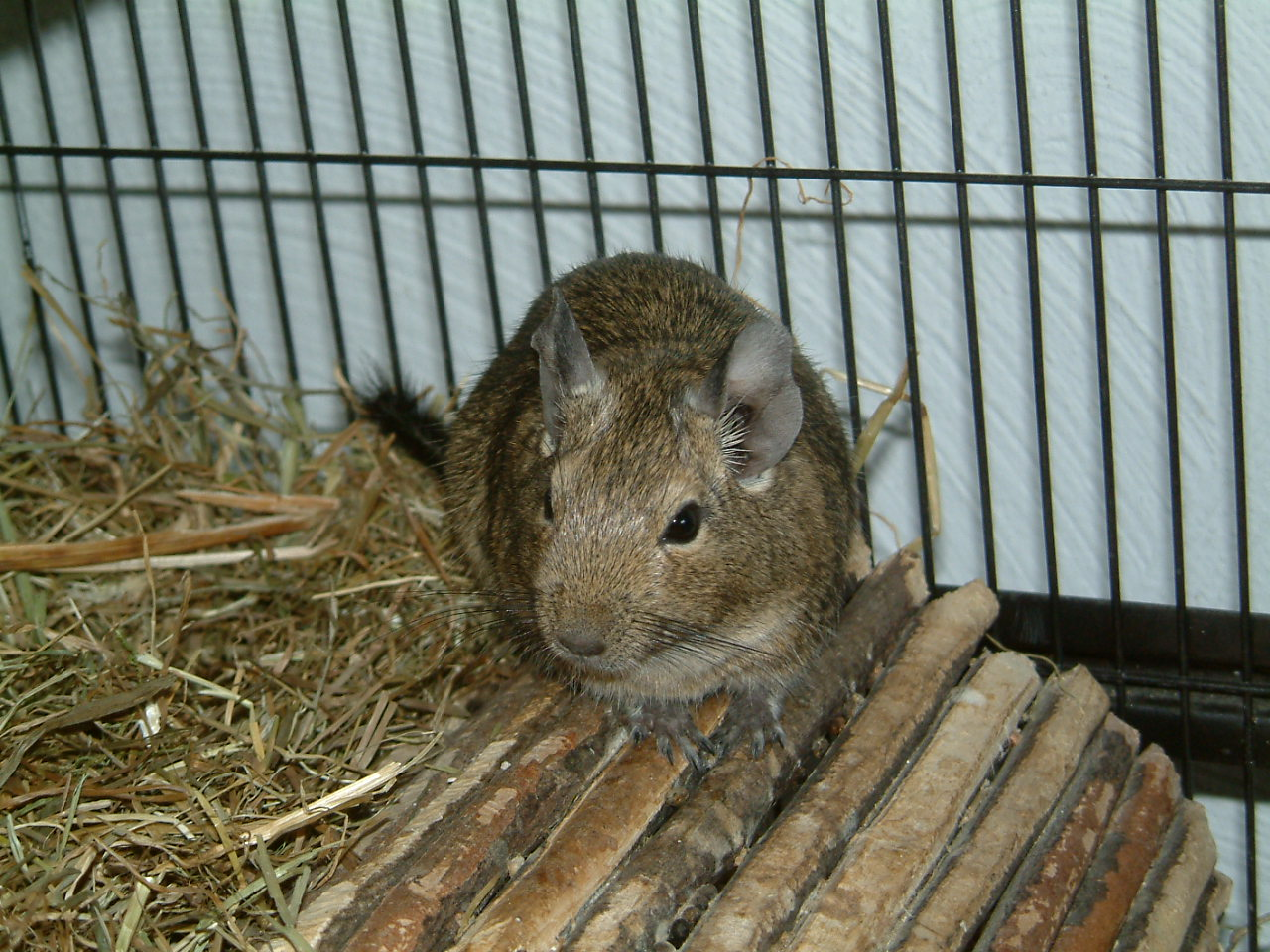
El degú és un típic animal de companyia.

Els animals domèstics són aquells que es tenen no per la seva utilitat econòmica, sinó per plaer i afecte. Entre ells hi ha alguns mamífers: rosegadors com els hàmsters daurats, conills porquins, degús, xinxilles, ratolins, rates i els conills. Actualment també es tenen gossos i gats només com a animals de companyia i no per la seva funció com a animals de vigilància o de caça. Entre els animals domèstics exòtics es troben els ximpanzés, petaures del sucre o porcs. En algunes espècies és problemàtic o fins i tot impossible tenir-les com a animals de companyia, per la dificultat de donar-los un hàbitat adequat i per la transmissió de malalties en ambdues direccions.
També cal destacar la importància d'alguns mamífers pel turisme, com per exemple a les reserves africanes. Una conseqüència positiva d'aquesta pràctica és que la protecció dels animals també ha aconseguit beneficis econòmics, mentre que un aspecte negatiu és que els animals sovint són molestats en el seu hàbitat natural. Una variant de l'ús turístic dels mamífers és la seva caça per «esport». Aquestes morts, innecessàries i que només es fan per aconseguir trofeus de caça, són molt criticades.

#### Domesticació
Per molts dels motius mencionats, els humans no s'acontentaren de caçar certes espècies, sinó que també intentaren domesticar-les i criar-les. La domesticació del bestiar començà fa almenys 10.000-15.000 anys, mentre que l'evidència genètica indica que en el cas del gos, aquest procés podria haver començat fa més de cent mil anys. Al segle viii aC possiblement ja es domesticaren les cabres, ovelles i vaques salvatges. Una mica més tard foren domesticades les cabres, ovelles, vaques i porcs domèstics. Al principi, el bestiar era una font d'aliment i més endavant es començaren a utilitzar els mamífers com a animals de càrrega, com ara els cavalls i les llames cap al segle iii aC. Els estudis genètics mostren que el procés de domesticació es repetí en regions diferents independentment l'una de l'altra.

### Efectes perjudicials
Els animals perjudicials són aquells que provoquen danys als humans o a l'ecosistema. El concepte és de caràcter principalment econòmic i no representa cap mena de classificació biològica.

#### Plagues

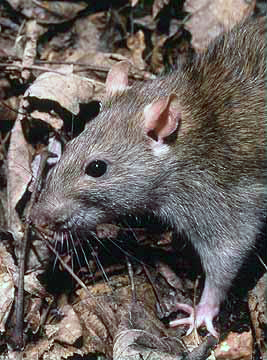
Les rates comunes són conegudes com a plaga dels aliments.

Alguns mamífers són considerats plagues de l'agricultura o dels aliments, és a dir, s'alimenten o bé a les zones destinades a l'agricultura o bé als dipòsits d'aliments. La creació excessiva de zones agrícoles causa una disponibilitat excessiva de menjar per moltes espècies que permet que es multipliquin i, per tant, que causin més danys. Això és especialment freqüent als països en vies de desenvolupament. Entre les plagues d'aliments més conegudes es troben els ratolins i les rates o rates negres, que s'estengueren amb els humans i que han arribat arreu del món. Alguns animals (com els megaquiròpters i nombrosos rosegadors) s'alimenten directament dels camps de vegetals, mentre que els animals subterranis poden danyar les arrels. L'economia bovina veu un problema en els carnívors; almenys dues espècies, la guineu de les Malvines i el llop marsupial, s'han extingit per la seva caça. De manera similar, la indústria pesquera competeix amb les foques i altres mamífers piscívors i els persegueix.
L'amenaça que representen els animals considerats «perjudicials» és incerta i sovint exagerada. Els humans són sovint la causa principal del xoc, envaint l'hàbitat dels animals. Amb la transformació de molts ecosistemes a zones dedicades a l'agricultura, moltes espècies es veuen obligades a buscar altres fonts d'alimentació. Així doncs, competeixen amb els interessos econòmics, cosa que fa que siguin perseguides. Tanmateix, se les caça, enverina i persegueix d'altres maneres de manera excessiva, cosa que sovint és fatal per la població.

#### Morts humanes
A vegades, els humans són amenaçats directament per mamífers. Romanen arrelats a la consciència popular els casos de grans carnívors antropòfags, entre els quals el tigre té una reputació destacada com a menjador d'homes. Tanmateix, les morts causades per atacs de carnívors es limiten a uns pocs casos per any. Els mamífers són més perillosos com a portadors de malalties. Així doncs, cada any moren entre trenta i setanta mil persones de ràbia, la majoria dels quals en països subdesenvolupats. La causa de contagi més freqüent són les mossegades d'animals infectats, com ara gossos, gats, toixons, ossos rentadors o ratpenats. Una altra malaltia destacada és la pesta, transmesa per puces que parasiten les rates negres i altres rosegadors, que a vegades pot contagiar-se als humans. Les epidèmies i pandèmies de la pesta costaren milions de vides humanes durant la Pesta Negra del segle xiv, quan morí aproximadament un terç de la població europea.

### Aspectes culturals

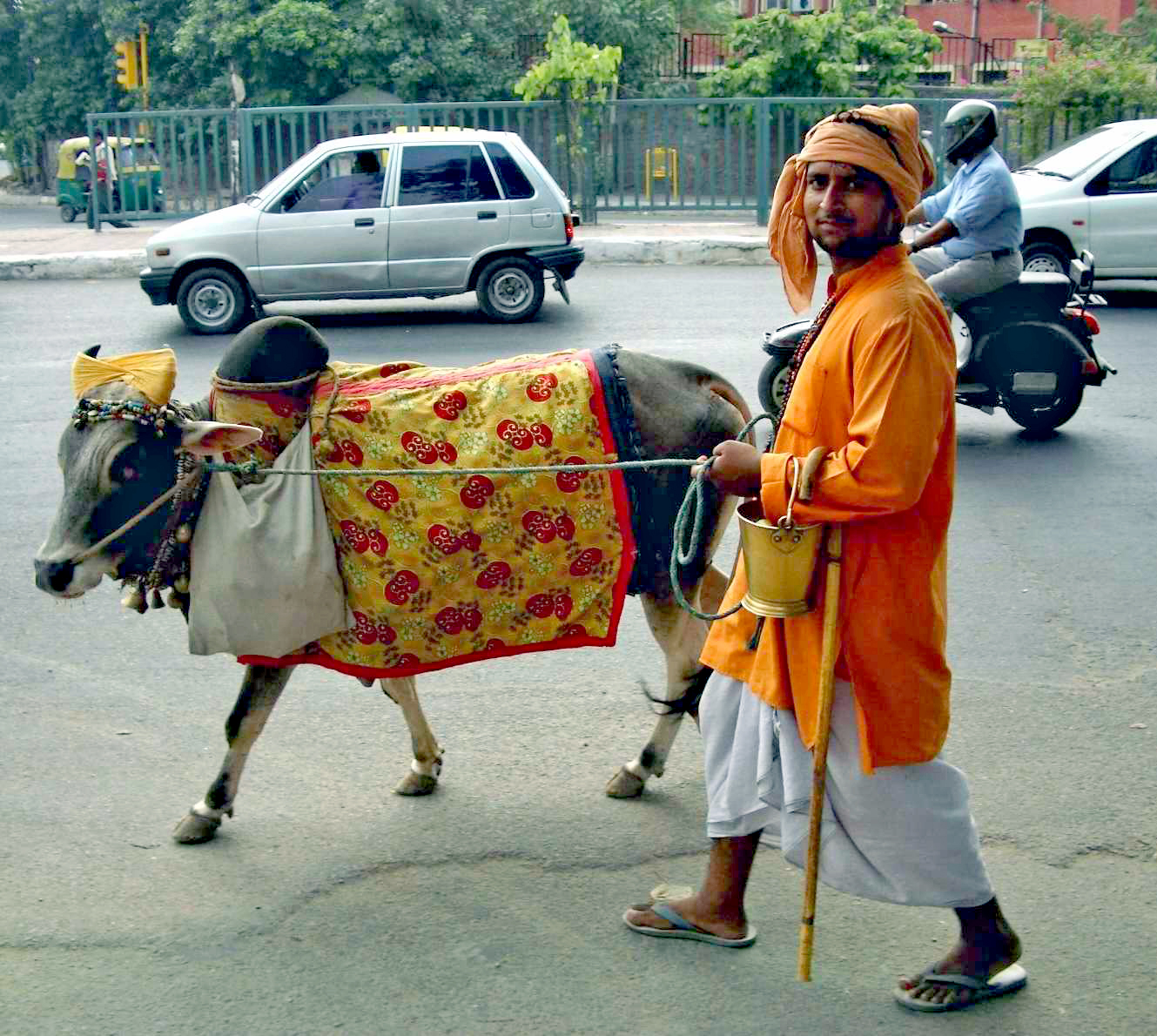
Vaca sagrada a l'Índia

Molts mamífers tenen un paper rellevant en la història cultural. Animals especialment grossos, forts o perillosos són animals heràldics o símbols de tòtems o de clans. Molts mamífers són considerats «animals sagrats» com a manifestacions de divinitats i reben una protecció especial, com ara les vaques sagrades o els langurs grisos a l'Índia o els gats i el xacal daurat a l'antic Egipte. D'altra banda, molts mamífers foren vists com a representants d'una força demoníaca, com els ratpenats o els gats. Abunden les representacions estereotípiques de les característiques d'algunes espècies, com la ignorància de l'ase o l'astúcia de la guineu, que apareixen en moltes rondalles i contes de fades i que en alguns casos han passat a convertir-se en insults.

### Mort i extinció per causes humanes
Amb la seva intervenció a la naturalesa, els humans són responsables del declivi o extinció d'algunes espècies de mamífers. Es discuteix fins a quin punt la caça que en feren els humans és responsable de l'extinció de nombrosos mamífers gegants a la fi del Plistocè (fa entre 50.000 i 10.000 anys); aquesta extinció es correspon, almenys parcialment, amb l'expansió dels humans (vegeu també Història evolutiva). A partir de les cròniques i de les representacions, queda clara la reducció de la difusió de moltes espècies des de l'antiguitat. La situació actual també és compromesa per molts tipus de mamífers. La Unió Internacional per la Conservació de la Natura (UICN) classifica un 25% de tots els mamífers com a en perill greu o espècie amenaçada. Tres espècies, l'òrix blanc, la gasela saudita i el turó de peus negres, s'han extingit a la naturalesa, és a dir, només en queden en els programes de cria i protecció dels humans. Les causes de l'amenaça envers moltes espècies es troben principalment en la cada dia major pèrdua d'hàbitats per la seva transformació en zones agrícoles o poblats, així com la caça que fan els humans dels animals que troben útils o perjudicials. Un altre factor és la destrucció de l'equilibri natural amb la introducció voluntària o involuntària d'espècies invasores. Les espècies natives poden ser perseguides per gossos i gats salvatges o poden trobar-se competint pels aliments amb ratolins, rates, llebres, especialment en regions on aquestes espècies no habitaven (com Austràlia o moltes illes) i això causa un gran problema.

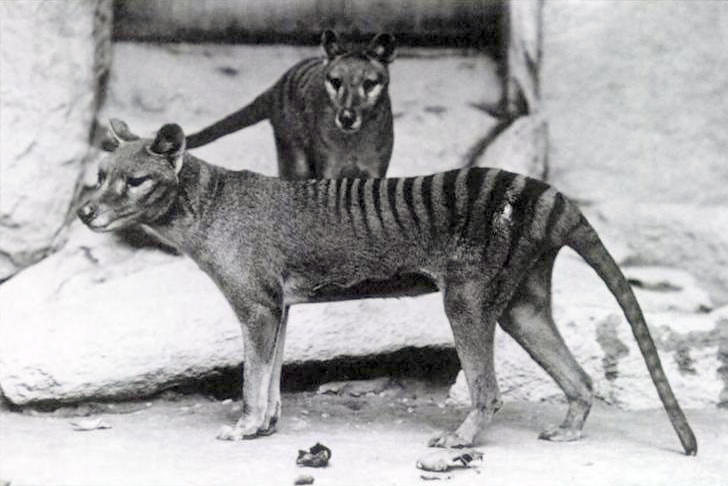
L'últim llop marsupial conegut morí el 1936 a un zoo de Tasmània.

Per aquestes causes, segons la UICN s'extingiren setanta-tres espècies de mamífers en els últims segles, entre les quals el bàndicut de peus de porc, quatre espècies de cangur, el llop marsupial, la guineu de les Malvines, tres espècies de gasela, l'antílop blau, la vaca marina de Steller, dotze espècies de ratpenats i nombrosos rosegadors com ara algunes huties o les huties gegants. Es tem que aquesta llista pugui allargar-se en els pròxims anys.

## Evolució
En contra del que afirmen teories avançades a mitjans del segle xx, els mamífers probablement formen un grup monofilètic. Això vol dir que descendeixen tots d'un mateix avantpassat comú i que inclouen tots els descendents d'aquest avantpassat comú. Les seves tres infraclasses (Prototheria, Metatheria i Eutheria) també són tàxons monofilètics. La majoria de models sistemàtics reuneixen els metateris i els euteris dins el clade Theria en contrast amb els prototeris. Tanmateix, alguns investigadors creuen que els monotremes evolucionaren dels marsupials.
La sistemàtica esdevé més incerta quan s'hi inclouen tàxons fòssils. A més de les habituals diferències d'opinió dels científics, cal afegir-hi el fet que moltes espècies només es coneixen per fragments de dents o de parts de la mandíbula. L'examinació detallada de les dents és per tant un dels criteris clau per estudiar l'evolució dels mamífers.

### Mamífers basals

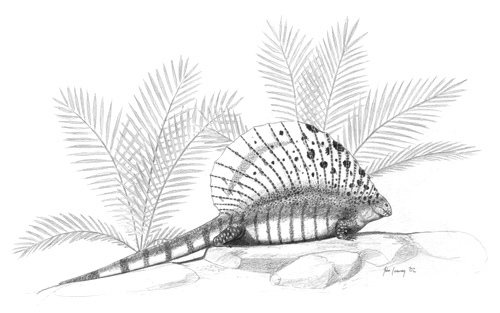
Representació dEdaphosaurus cruciger, un dels exemples més coneguts de sinàpsid

Els mamífers evolucionaren dels sinàpsids, un grup de rèptils que es caracteritza per una única finestra temporal i que prosperaren al Permià. Dins dels sinàpsids evolucionaren els teràpsids, coneguts com a rèptils semblants als mamífers, que ja mostraven característiques dels mamífers, com ara una dentadura variada i possiblement pèl corporal. Un dels grups de teràpsids eren els cinodonts, que destacaven, entre altres coses, pel seu cervell més gros i la forma especial del maxil·lar. Els mamífers i els seus parents més propers componen el clade Eucynodontia, el representant més conegut del qual era Cynognathus. Clades germans dels mamífers són els triteledòntids, un grup d'animals carnívors diminuts, o els tritilodòntids, un grup d'herbívors de fins a un metre de longitud. Cadascun d'aquests grups té els seus trets anatòmics, però la majoria de científics donen l'avantatge als triteledòntids.
Els teràpsids no mamífers foren desplaçats gradualment pels dinosaures i els últims s'extingiren al Cretaci inferior.

### Mamífers en sentit ampli
És difícil determinar quin és el mamífer més antic conegut. Alguns animals mostren característiques de transició entre els rèptils i els mamífers en la configuració de l'orella, el maxil·lar inferior, l'articulació de la mandíbula i les dents. Molts científics els defineixen com a Mammaliaformes o Protomammalia i no els classifiquen com a mamífers en sentit estricte (sensu stricto), mentre que d'altres estenen el terme «mamífer» (sensu lato).
- Segons moltes fonts, Adelobasileus cromptoni és el mamífer més antic conegut. Se n'han trobat fragments cranials del Triàsic superior a Texas. La configuració de les orelles mostra que aquest animal representa com a mínim una forma de transició dels cinodonts als mamífers. Si no se'n troben més restes fòssils, és difícil que es pugui determinar amb més exactitud l'estatus taxonòmic de A. cromptoni.[101]
- Sinoconodon també és considerat a vegades el mamífer més antic. Se n'han trobat fòssils relativament ben conservats a la Xina; visqué al Juràssic superior i ja mostrava característiques dels mamífers moderns en la configuració del maxil·lar. Altres factors, com un canvi de les dents repetit o un creixement del crani al llarg de la vida, són característiques encara reptilianes.[102]
- Els morganucodonts foren un grup semblant a les musaranyes però uns deu centímetres més llargs i probablement insectívors, que visqueren entre el Triàsic superior i el Juràssic mitjà en moltes regions del món. Els exemples més coneguts són Morganucodon i Megazostrodon. Coincideixen amb els mamífers moderns en la configuració del maxil·lar inferior i les dents (que es caracteritzen per tres cúspides) i la diferència més important és la doble articulació de la mandíbula.[103]
- Els docodonts, els exemples més coneguts dels quals són Haldanodon i Docodon, són «més semblants als mamífers» que els morganucodonts. Es caracteritzen per unes dents molars i premolars més amples que permetien mastegar amb efectivitat, però encara mostren semblances amb els seus avantpassats reptilians quant a l'articulació mandibular. Visqueren entre el Juràssic mitjà i el Cretaci superior. La filiació taxonòmica d'una troballa del Cretaci superior és incerta.[103]
- Hadrocodium wui, del qual s'han trobat restes del Juràssic inferior a la Xina, és considerat tàxon germà dels «autèntics» mamífers i a vegades el «primer» mamífer. Era un animal minúscul (probablement només dos grams de pes), que ja mostrava una articulació mandibular secundària i un cervell més gros. Les diferències respecte als mamífers es troben en detalls de la configuració dental i del maxil·lar inferior.[104]

Un possible cladograma simplificat d'aquest grup:
|      | Docodonta                                                    |
|      |                                                              |
| N.N. | \| \| ––Hadrocodium \| \| \| \| \| \| ––Mammalia \| \| \| \| |
|      | \| \| ––Hadrocodium \| \| \| \| \| \| ––Mammalia \| \| \| \| |
|      | ––Hadrocodium                                                |
|      |                                                              |
|      | ––Mammalia                                                   |
|      |                                                              |

|  | ––Hadrocodium |
|  |               |
|  | ––Mammalia    |
|  |               |

|      | Docodonta                                                    |
|      |                                                              |
| N.N. | \| \| ––Hadrocodium \| \| \| \| \| \| ––Mammalia \| \| \| \| |
|      | \| \| ––Hadrocodium \| \| \| \| \| \| ––Mammalia \| \| \| \| |
|      | ––Hadrocodium                                                |
|      |                                                              |
|      | ––Mammalia                                                   |
|      |                                                              |

|  | ––Hadrocodium |
|  |               |
|  | ––Mammalia    |
|  |               |

|      | Docodonta                                                    |
|      |                                                              |
| N.N. | \| \| ––Hadrocodium \| \| \| \| \| \| ––Mammalia \| \| \| \| |
|      | \| \| ––Hadrocodium \| \| \| \| \| \| ––Mammalia \| \| \| \| |
|      | ––Hadrocodium                                                |
|      |                                                              |
|      | ––Mammalia                                                   |
|      |                                                              |

|  | ––Hadrocodium |
|  |               |
|  | ––Mammalia    |
|  |               |

|      | Docodonta                                                    |
|      |                                                              |
| N.N. | \| \| ––Hadrocodium \| \| \| \| \| \| ––Mammalia \| \| \| \| |
|      | \| \| ––Hadrocodium \| \| \| \| \| \| ––Mammalia \| \| \| \| |
|      | ––Hadrocodium                                                |
|      |                                                              |
|      | ––Mammalia                                                   |
|      |                                                              |

|  | ––Hadrocodium |
|  |               |
|  | ––Mammalia    |
|  |               |

|      | Docodonta                                                    |
|      |                                                              |
| N.N. | \| \| ––Hadrocodium \| \| \| \| \| \| ––Mammalia \| \| \| \| |
|      | \| \| ––Hadrocodium \| \| \| \| \| \| ––Mammalia \| \| \| \| |
|      | ––Hadrocodium                                                |
|      |                                                              |
|      | ––Mammalia                                                   |
|      |                                                              |

|  | ––Hadrocodium |
|  |               |
|  | ––Mammalia    |
|  |               |

|      | Docodonta                                                    |
|      |                                                              |
| N.N. | \| \| ––Hadrocodium \| \| \| \| \| \| ––Mammalia \| \| \| \| |
|      | \| \| ––Hadrocodium \| \| \| \| \| \| ––Mammalia \| \| \| \| |
|      | ––Hadrocodium                                                |
|      |                                                              |
|      | ––Mammalia                                                   |
|      |                                                              |

|  | ––Hadrocodium |
|  |               |
|  | ––Mammalia    |
|  |               |

|      | Docodonta                                                    |
|      |                                                              |
| N.N. | \| \| ––Hadrocodium \| \| \| \| \| \| ––Mammalia \| \| \| \| |
|      | \| \| ––Hadrocodium \| \| \| \| \| \| ––Mammalia \| \| \| \| |
|      | ––Hadrocodium                                                |
|      |                                                              |
|      | ––Mammalia                                                   |
|      |                                                              |

|  | ––Hadrocodium |
|  |               |
|  | ––Mammalia    |
|  |               |

|      | Docodonta                                                    |
|      |                                                              |
| N.N. | \| \| ––Hadrocodium \| \| \| \| \| \| ––Mammalia \| \| \| \| |
|      | \| \| ––Hadrocodium \| \| \| \| \| \| ––Mammalia \| \| \| \| |
|      | ––Hadrocodium                                                |
|      |                                                              |
|      | ––Mammalia                                                   |
|      |                                                              |

|  | ––Hadrocodium |
|  |               |
|  | ––Mammalia    |
|  |               |

### Mamífers en sentit estricte

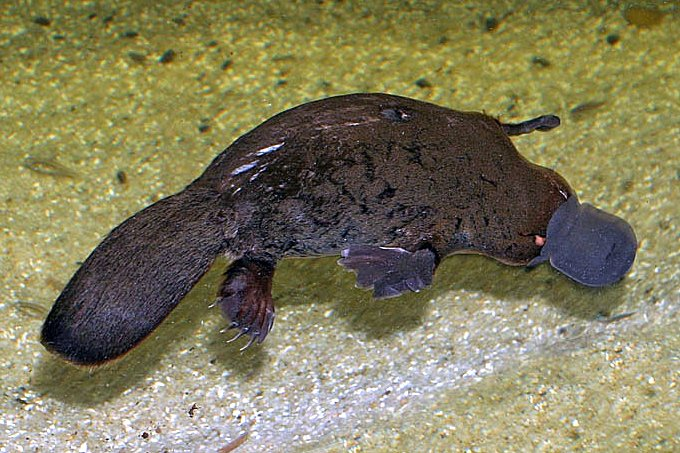
L'ornitorrinc és un monotrema (mamífer que pon ous).

Els mamífers en sentit estricte (Mammalia sensu stricto), per delimitar-los dels mamífers en sentit ampli o mamaliaformes, són definits com el grup que formen l'últim avantpassat comú de tots els mamífers actuals així com tots els seus descendents. Aquest tàxon existeix com a mínim des del Juràssic mitjà, però l'evolució dins aquest grup és molt discutida.
- No es coneix amb precisió en quin punt divergiren les línies evolutives dels monotremes (ornitorrincs i equidnes) de les dels altres mamífers. La teoria menys acceptada és que els monotremes evolucionaren independentment dels altres mamífers a partir d'una altra branca de cinodonts. Una teoria nova però discutida classifica aquests animals en un clade anomenat Australosphenida, que ja habitaven al continent meridional de Gondwana a mitjans del Juràssic. Altres teories els consideren una branca aïllada que se separà aviat dels altres mamífers. D'altra banda, molts altres científics els consideren pròxims als marsupials. En tot cas, les restes fòssils més antigues que pertanyen clarament a un avantpassat dels monotremes daten del Cretaci.[105]
- Els multituberculats componen un grup amb nombroses espècies que deu el seu nom als molts tubercles de les seves molars. Sovint tenien una aparença similar a la dels rosegadors i els seus primers representants aparegueren a mitjans del Juràssic. Els multituberculats sobrevisqueren a l'extinció del Cretaci-Paleogen i s'extingiren en l'Oligocè. La història evolutiva d'aquestes bèsties és discutida i alguns científics els consideren un exemple d'evolució convergent amb els mamífers i creuen que evolucionaren d'una altra branca de cinodonts. Tanmateix, la posició dominant avui en dia és que representen una línia paral·lela als mamífers de posició taxonòmica incerta.[106]
- Allotheria és un clade que agrupa els multituberculats amb els haramíyides, un grup de mamífers probablement herbívors del Triàsic superior i el Juràssic, i els gondwanateris, que visqueren al Cretaci i el Paleocè a Gondwana. Aquesta classificació es basa principalment en les semblances de la morfologia de les molars, però és discutida perquè els haramíyides mostren algunes característiques primitives i podrien representar un llinatge paral·lel que s'havia separat anteriorment.[107]
- Eutriconodonta és un clade que agrupa diversos tipus de mamífers que es caracteritzen per tenir tres cúspides a cada molar. Inclou els amfilèstids (Juràssic mitjà-Cretaci superior), els gobiconodòntids del Cretaci inferior (entre els quals hi ha Repenomamus giganticus, un carnívor de la mida d'un gos) i els triconodòntids (Juràssic superior-Cretaci mitjà). Tanmateix, es discuteix si aquests grups realment estaven estretament relacionats.[108]
- Holotheria és un tàxon dins dels mamífers autèntics però sense els grups mencionats més amunt, tot i que algunes sistemàtiques hi inclouen alguns grups d'eutriconodonts. Els holoteris inclouen el kuehneoteri i espècies properes, agrupades a Kuehneotheriidae, que es caracteritzen per una estructura dental desenvolupada i característiques mandibulars primitives. Molts autors consideren el kuehneoteri un gènere molt més primitiu, de manera que Holotheria és discutit.

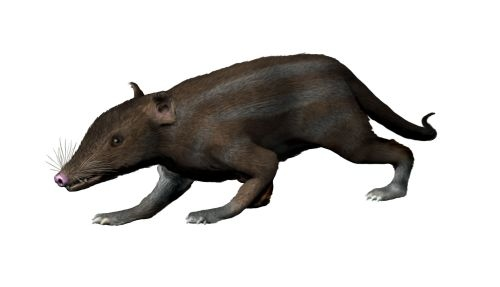
Fòssil de Juramaia sinensis d'estrats juràssics de la formació de Tiaojishan, al nord-est de la Xina

- Trechnotheria és un tàxon dins de Holotheria, subdividit en alguns grups que només són coneguts per escasses restes dentals i mandibulars, com Spalacotheroidea o Cladotheria.
- Una de les divisions de Cladotheria és Dryolestida, animals que visqueren al Juràssic superior i el Cretaci. També aparegueren els tribosfènides, que juntament amb altres grups formen els teris autèntics.
- Theria és el tàxon que inclou l'últim avantpassat comú dels marsupials (metateris) i els placentaris (euteris), així com tots els seus descendents. L'exemple més antic de marsupial és Sinodelphys szalayi, del Cretaci inferior (fa aproximadament 125 milions d'anys),[109] mentre que el placentari més antic conegut és Juramaia sinensis, del Juràssic superior (fa aproximadament 160 milions d'anys).[110]

### Característiques dels mamífers del Mesozoic
En general, els mamífers del Mesozoic eren petits i la majoria només arribaven a la mida dels ratolins o les rates. Les seves dents indiquen que la majoria d'espècies s'alimentaven d'insectes i altres invertebrats i la forma del seu cervell i els seus òrgans sensorials indiquen un mode de vida principalment nocturn. Encara es manté la pregunta de per què la majoria de mamífers del Mesozoic conservaren una mida, una fisiologia i un mode de vida relativament homogenis, mentre que en un període evolutivament molt curt (uns cinc milions d'anys) a principis del Cenozoic conegueren una important radiació quant a la mida i l'alimentació. La causa d'això sol ser considerada la competició dels dinosaures, que mentre existiren exerciren una pressió selectiva que impedí l'evolució de mamífers grans. A vegades, aquesta teoria és posada en dubte: basant-se en l'enorme diferència de mida i de mode de vida respecte als dinosaures, que eren principalment diürns, hauria d'haver existit almenys una classe de mamífers de mida mitjana. Per això s'han suggerit altres causes de tipus fisiològic, com ara una baixa capacitat de baixar la temperatura corporal o uns aparells masticatori i digestiu encara no totalment desenvolupats.
En temps més recents hi ha hagut nous descobriments que mostren un grau d'especialització més alt dels mamífers del Mesozoic. Castorocauda era almenys parcialment aquàtic, El volaticoteri estava dotat de membranes per planar i Fruitafossor tenia adaptacions per menjar insectes semblants a les dels formiguers gegants. Finalment, Repenomamus, del Cretaci inferior de la Xina, arribà a una mida de més d'un metre i el seu pes es calcula entre dotze i catorze quilograms. És el mamífer del Mesozoic més gros conegut i s'alimentava de dinosaures petits.

### Evolució durant el Cretaci

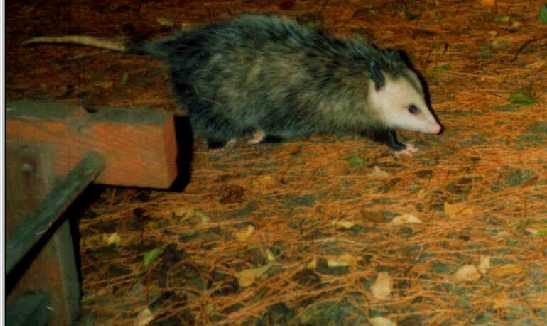
Els avantpassats dels opòssums aparegueren al Cretaci.

Els mamífers estaven limitats a Nord-amèrica, tret d'algunes zones aïllades de l'est d'Àsia. Entre els grups més antics encara vivents es troben els opòssums, els avantpassats dels quals daten del Cretaci. Els euteris es diversificaren en els quatre superordres coneguts avui a partir de la investigació genètica: els xenartres, els afroteris, els laurasiateris i els euarcontoglirs. A això hi contribuïren moviments tectònics, com ara la fragmentació de Gondwana. Aquesta separació es data principalment per mitjà de la investigació molecular genètica, car les restes fòssils de placentaris del Cretaci inferior són escasses i fins ara només se n'han trobat a Nord-amèrica i l'est asiàtic. Entre els tàxons més coneguts d'aquesta època hi ha Asioryctes; els primers leptíctids, que possiblement serien els avantpassats dels insectívors; els zalambdalèstids (possibles avantpassats dels rosegadors); els zhelèstids (possibles avantpassats dels ungulats) i Cimolestes (possiblement l'avantpassat més antic dels carnívors). Tanmateix, la seva relació amb els tàxons actuals sol ser discutida i els mamífers que es poden relacionar sense cap mena de dubte a les espècies actuals no aparegueren fins al Paleocè.
Amb l'excepció dels multituberculats, la majoria d'aquests tàxons s'extingiren a la fi del Cretaci.

### Evolució durant el Cenozoic
Amb l'extinció dels dinosaures no aviaris quedaren molts nínxols ecològics lliures, que foren ocupats per una multitud de mamífers nous. Al llarg del Cenozoic, els mamífers es convertiren en el grup dominant de vertebrats terrestres. Aparegueren els ordres actuals amb un procés evolutiu que no fou de cap manera lineal, sinó que hi hagué culs de sac evolutius, processos de substitució i fins i tot extincions de grups sencers de mamífers. El camí evolutiu d'alguns grups (com els cavalls i els elefants) es coneixen relativament bé a partir de troballes de fòssils. Sud-amèrica seguí una evolució especial a causa del seu aïllament de la resta de continents durant gran part del Cenozoic. Amb aquesta situació insular, moltes espècies ocuparen els nínxols ecològics i es desenvolupà una fauna única, amb animals com els esparassodonts, un grup de marsupials carnívors; els paucituberculats, un grup de marsupials amb moltes espècies del qual encara viuen els opòssums rata i els ungulats sud-americans (Meridiungulata). Amb la creació del pont de terra mesoamericà arribaren mamífers del nord i desplaçaren en gran part les espècies endèmiques.
La majoria d'ordres de mamífers es coneixen ja de l'Eocè, fins i tot els avantpassats de grups altament especialitzats com els ratpenats i els cetacis. En el mateix període també aparegueren les primeres formes gegantines com el uintateri. Aquest desenvolupament culminà en els indricoteris, que amb una alçada de 5,5 metres a l'espatlla i un pes d'entre 10 i 15 tones són els mamífers terrestres més grossos coneguts.
Els mamífers assoliren la seva màxima diversitat al Miocè; des d'aleshores, les condicions climàtiques s'anaren deteriorant contínuament fins a les glaciacions del Plistocè. La cruesa del clima i la influència humana han causat des d'aleshores una reducció de la diversitat de mamífers.

### Extinció dels mamífers gegants a la fi del Plistocè

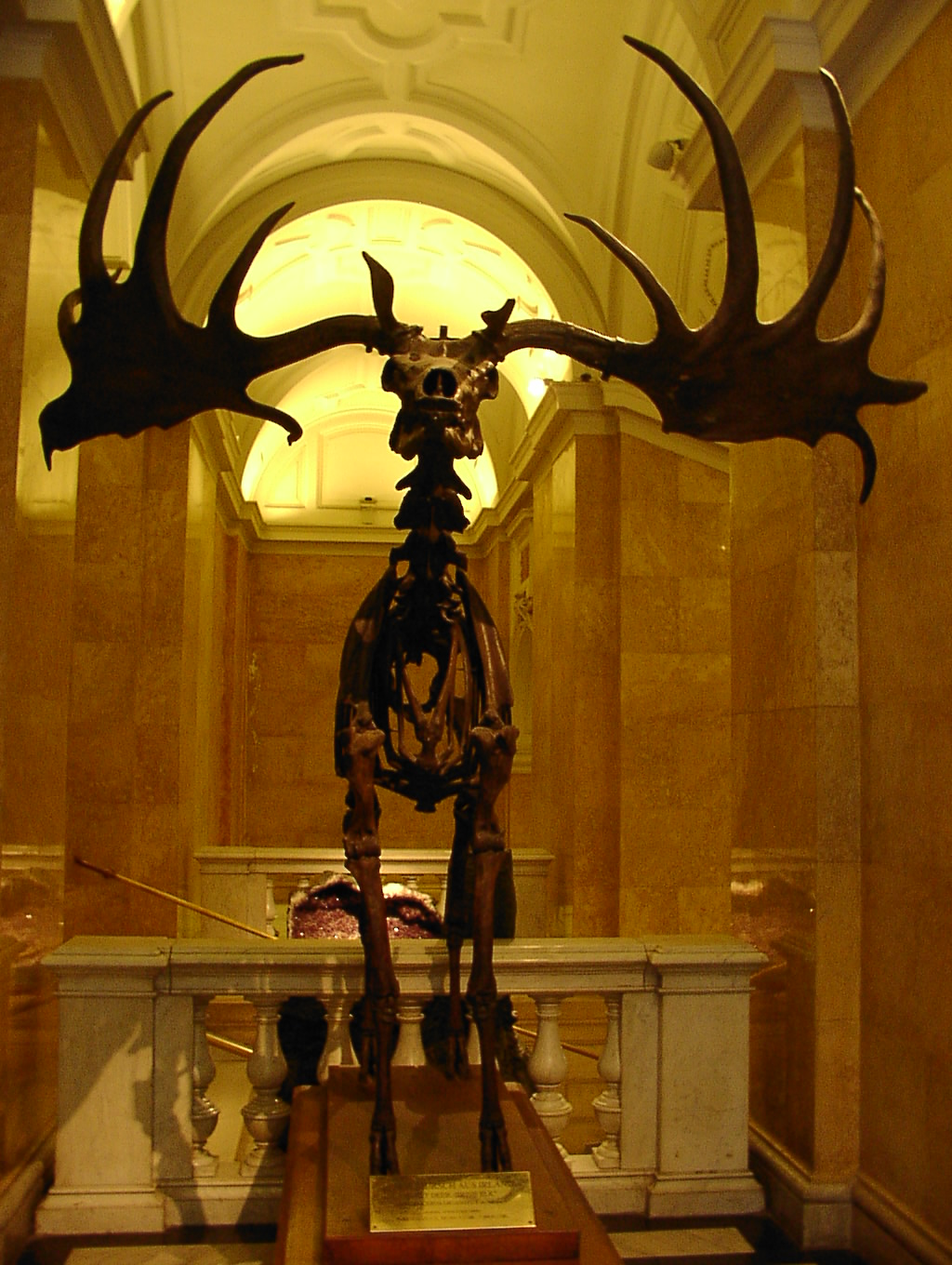
Esquelet de cérvol gegant (Megaloceros giganteus)

A la fi del Plistocè (fa 50.000 - 10.000 anys) tingué lloc una extinció en massa dels mamífers grossos. Amb l'excepció dels que vivien a Àfrica i el sud d'Àsia, s'extingiren totes les espècies d'un pes superior a 1.000 kg i el 80% de les espècies d'entre 100 i 1.000 kg. A Austràlia el procés es desenvolupà fa entre 51.000 i 38.000 anys, amb l'extinció, entre d'altres, de Diprotodon, Thylacoleo i el cangur gegant, de fins a tres metres d'alçada. A Euràsia, el procés s'estengué més en el temps, fa entre 50.000 i 10.000 anys i el seu punt àlgid fou a la fi de la glaciació de Würm. Entre les espècies extintes a Europa abans del 10000 aC es troben el mamut llanut, el rinoceront llanut, el cérvol gegant, el bisó estepari, el lleó de les cavernes i l'ós de les cavernes. A Amèrica, l'extinció fou bastant curta (fa 11.000 - 8.000 anys) i s'extingiren, entre d'altres, mamuts, mastodonts i altres proboscidis, dents de sabre, peresosos gegants i gliptodonts.
Encara es discuteix fins a quina mesura foren responsables d'aquesta extinció els canvis climàtics o la intervenció humana (extinció de l'Holocè). Quant a la caça, l'extinció es correspon almenys parcialment amb l'expansió dels humans i en cap fase d'extinció anterior no s'havia vist una tal limitació a les espècies més grosses. A més, l'escalfament després de la glaciació de Würm hauria d'haver augmentat la biodiversitat, com sol passar quan el clima esdevé més càlid. Els valedors de la teoria de l'extermini pels humans indiquen un procés anàleg a les illes que foren colonitzades més tard. Així doncs, a Madagascar, colonitzat des de fa aproximadament 1.500 anys, s'hi extingiren en els segles següents a l'arribada dels humans els hipopòtams que hi habitaven, així com grans primats com el lèmur gegant Megaladapis. En canvi, els científics que s'oposen a aquesta teoria argüeixen que els mètodes de caça primitius dels humans prehistòrics no podrien haver tingut un impacte tan profund sobre les poblacions de mamífers i posen l'exemple d'Àfrica, on els humans arribaren molt abans i tanmateix no hi hagué cap extinció significativa. El canvi climàtic també fou complex fins a un punt que s'ha de valorar una multitud de factors.
En temps més recents s'han multiplicat les teories que responsabilitzen una mescla d'ambdós factors per aquesta extinció en massa. Així doncs, la caça pels humans hauria estat el cop de gràcia per espècies delmades pels canvis climàtics. També podrien haver tingut un paper factors ecològics: l'expansió dels boscos fou fatal per les poblacions de grans mamífers herbívors. Segons alguns científics, l'agricultura itinerant també podria tenir part de la culpa.
Aquesta discussió no té només un component científic, sinó també un component antropològic, depenent de si aquesta extinció en massa es considera l'última d'una sèrie d'extincions naturals o si es considera la primera intervenció destructiva de la humanitat en el medi ambient.